# Debreceni Református Kollégium
A Debreceni Református Kollégium Debrecen egyik fő oktatási intézménye, az 1848–49-es forradalom és szabadságharc idején a Debrecenbe menekült kormány forradalmi országgyűléseinek és az 1944. december 21-én tartott Ideiglenes Nemzetgyűlés színhelye.
A kollégium 1538-as alapítása óta az elemi iskolától az akadémiai szintig folyt itt az oktatás. A teológia mellett felsőfokú filozófiai, bölcsészeti, természettudományi és jogi karral is rendelkezett. Ezek szolgáltattak alapot a későbbiekben a Magyar Királyi Tudományegyetem létrehozásához. Ugyanakkor a nagy hagyománnyal bíró Debreceni Református Kollégium egyike volt azoknak az egyházi fenntartású iskoláknak, amelyek a szocializmus évei alatt is működhettek.
A kollégium mindig nyitott volt az új eszmék iránt, hiszen maga is egy új tanítás, a reformáció szellemében jött létre. Jeles tanárai közül ki lehet emelni Hatvani István, Budai Ézsaiás és Maróthi György professzorokat, akik törekedtek a legkorszerűbb oktatási módszereket bevezetni és a legújabb tudományos eredményeket átadni diákjaiknak. Az évszázadok során az ország legnevesebb iskolái között számon tartott Debreceni Kollégiumban Magyarország számos nagy alakja töltötte diákéveit, mint Ady Endre, Arany János, Balog Zoltán, Bay Zoltán, Csokonai Vitéz Mihály, Bölcskei Gusztáv, Fazekas Mihály, Kölcsey Ferenc, Móricz Zsigmond, Szabó Magda, a Tisza családból Tisza István, Tisza Kálmán és Tisza Lajos vagy az Irinyi családból Irinyi József és Irinyi János.
A Nemzeti Emlékhely és Kegyeleti Bizottság 2013-ban a debreceni Református Nagytemplomot és a Református Kollégiumot az ország 11. nemzeti emlékhelyének nyilvánította, és április 12-én emlékoszlopot állított a Nagytemplom és a Református Kollégium között elterülő Emlékkertben.

## Története

### Debrecen református iskolájának kialakulása és első két évszázada

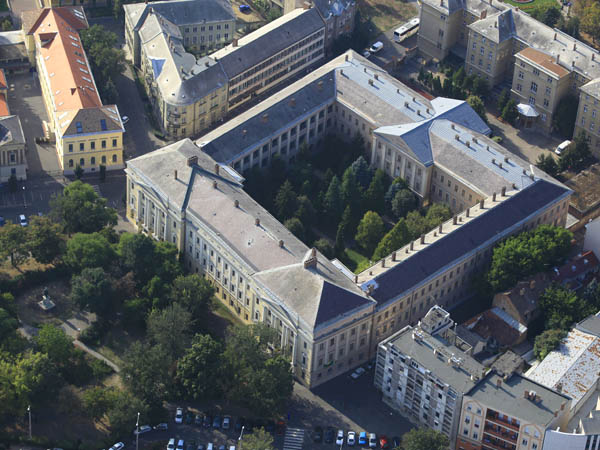
A Református Kollégium légi felvételen, Debrecen

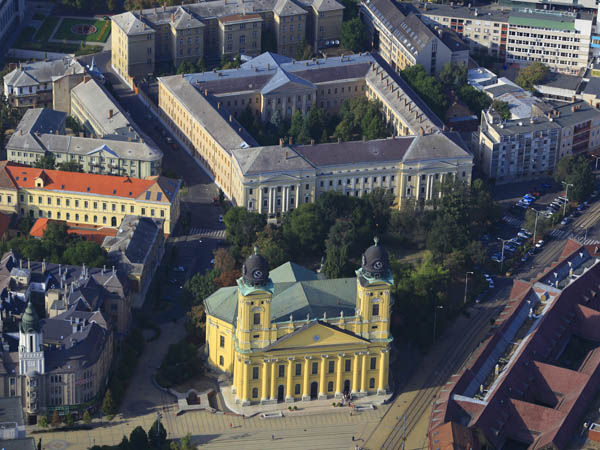
A debreceni Református Kollégium és a Nagytemplom a levegőből

Enyingi Török János mint főbirtokos örökölte Debrecent (1550–1562), és hogy megbosszulja apja, Török Bálint halálát Martinuzzin, keresztülvitte Debrecenben a hitújítást. Ennek első lépéseként meghívta Pápáról Debrecenbe Bálint papot, az első debreceni prédikátort. Ő még a lutheri reformáció híve volt, és az ő működése következménye, hogy az eredetileg ferences rendű zárdaiskola, majd városi iskola is 1538-ban reformátori befolyás alá került. Hagyományosan ettől az évtől számítják a Református Kollégium történetét. Az iskolát 1549-re már átformálták a svájci reformáció szellemében. Első ismertebb rektora (scholae mester) Dézsi András (1549–1551) volt. Az iskola hírnevét emelte a bécsi egyetemről elűzött Erdősi János, aki 1553-tól 1557 végéig itt tanított. Petrovics Péter hadvezér, miután visszahelyezte Izabellát függetlenné lett Erdély fejedelmi székébe, 1557. június 1-jén a tordai országgyűlésen állami törvénnyel biztosította a protestáns vallások szabadságát, amelyet az 1568-as, szintén tordai országgyűlés kiterjesztett és megerősített – kimondva Európában elsőként a vallásszabadságot. Ezáltal Debrecen sorsa a szabaddá lett Erdélyhez fűződött.
Kálmáncsehi Sánta Márton debreceni lelkész (1554-től 1558-ig Petrovics kegyeltje és püspöke) a kálvini reformációt vitte keresztül. Nyomába lépett a nagy szervező, Méliusz Juhász Péter. A zárdaiskola eredeti épülete 1564-ben leégett, de részben újjáépítették; a wittenbergi iskola törvényei nyomán (1567) meghozták az első iskolai törvényt. Csorba István tanár alatt 1588-ban kezdődött az iskolai tanulókról az anyakönyv (Series) vezetése, amely a legrégibb dokumentum az iskoláról; 1589-ben 51 új tanulót jegyeztek be.
Debreceni Tarack János (1592–1594) egyháztörténelmet, Ujfalvi Imre (1596–1599) számtant, héber nyelvet tanított, írt latin-magyar szótárt, kiadott énekeskönyvet is. Az 1594-es mezőkeresztesi csatában több debreceni diák is hősi halált halt. A század végéig 194 új tanuló iratkozott be.
Az iskola fenntartásának költségeit Debrecen városa viselte: a tanács (1556) a temetési díjakból részt rendelt a szegény (vidéki) tanulók tartására; választotta és fizette a tanítókat, igazgatót és kollaborátorokat. 1592-ben a malmok jövedelmének egyharmadát szintén a diákok élelmezésére fordíttatta. Magánszemélyek is adakoztak: 1576-ban Szücs Jánosné 25 forintot adott a diákok javára; egy másik jótevő 1592-ben pénzt, könyvek vételére, és könyvtárát is az iskolára hagyta.

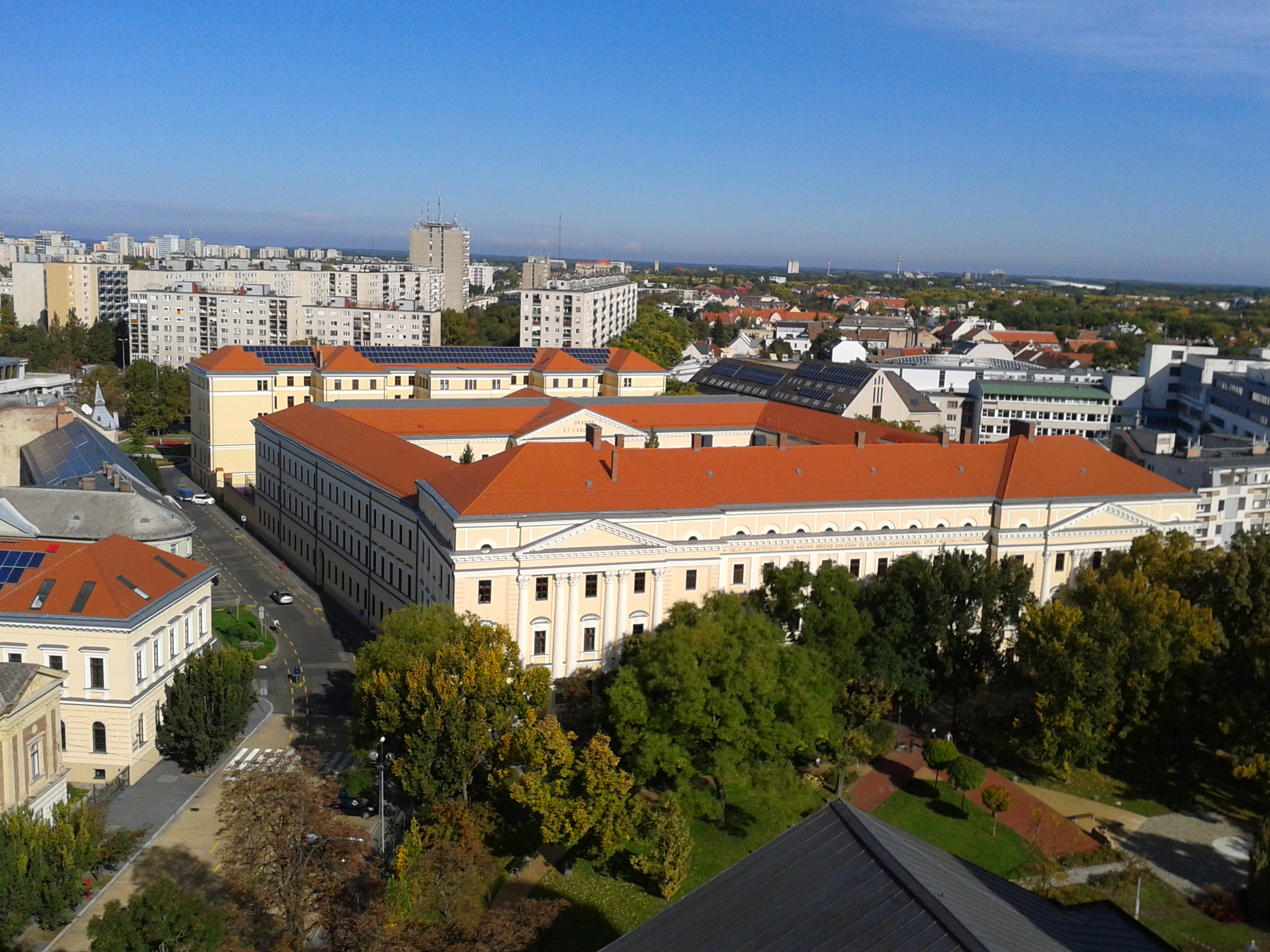
A Debreceni Református Kollégium épülete a Nagytemplom tornyából nézve (2017)

A tanács méltán nevezte 1586-ban a tanintézetet „a város iskolájának” és 1592-ben „a mi iskolánknak” (schola nostra). E század második felében harmincnál is több debreceni tanuló kereste fel a külföldi akadémiákat; a tanárok közül mintegy tizennyolcnak maradt fenn neve; leghosszabban Laskói János szolgált, 1577-től majdnem húsz évig.
Az 1606-os bécsi béke következtében a közösség többet tudott áldozni az oktatás támogatására, és ennek eredménye az emelkedő színvonalú oktatás lett. Bocskai István fejedelem végrendeletében 200 forintot hagyott évente (1606) a debreceni diákok számára a debreceni harmincadból. Báthory Gábor fejedelem a Szepes nevű elpusztult falu határáról (4691 hold) a tizedet a tanulók táplálására rendelte (1609); a fejedelem intézkedését megerősítette Bethlen Gábor is. Zólyomi Dávid, három székely szék kapitánya 1630-tól élete végéig évenként 50 forintot adott, meghagyván, hogy annak átvételére a három ünnepen (karácsony stb.) tanuló ifjak menjenek ki hozzá (a közvélekedés szerint a diákok ünnepi igehirdetésre kiküldetése – legatio – itt vette kezdetét).
A 17. század elején mintegy ezer diák tanult Debrecenben. Akkoriban a Debreceni Kollégiumot a városi tanács és az egyháztanács közösen felügyelte, előbbi nevezte ki és fizette rektorait, az oktatás tartalmáért, vagyis a tankönyvekért és a tantervekért viszont az egyház volt a felelős.
I. Rákóczi György 1635-ben intézkedett, hogy egy tanárt a debreceni főiskolában az erdélyi fejedelem fizessen (a második tanszék alapítása). I. Apafi Mihály fejedelem hegyköz-szentimrei egész birtokának mindenféle tizedét adományozta a főiskolának, azt e javadalom élvezetébe 1667-ben ünnepélyesen beiktattatta, a diákságot a szénior és kontraskriba képviselte. Lónyay Anna, Kemény János fejedelem özvegye 1666-ban évenként 50 forintot adott, ezenkívül szentimrei, később, 1689-ben szilágysági birtokáról minden kilencedet is örökösen, „hogy a kollégium pusztulása be ne következzék”. Gróf Rhédey Ferenc 1666-ban tizeddel, Zólyomy Miklós, Hunyad és Zaránd vármegyék örökös főispánja micskei birtokáról évi 50 forinttal járult a „hires schola” állapota javításához; a micskei birtokot öröklő Apafi a Zólyomi-féle adományt 1675-ben megerősítette.
Az osztrák uralkodóház katolikus politikája az I. Lipót király alatti Magyarországon a protestantizmus megtörésére irányult. A pozsonyi rendkívüli törvényszék működésével (1671. január 2.) üldözőbe vette az egyházakat és iskolákat. Báthory Zsófia 1672. szeptember 28-án elűzte a sárospataki kollégiumot. A pápai főiskola hasonló sorsra jutott. Csak a debreceni főiskola állt még a város és nemzeti fejedelemség védőpajzsa alatt, és mint egyetlen főiskola országos jelentőséget nyert. De mivel a város is sokat szenvedett, ugyanis Strassaldo kassai német főkapitány Debrecent 1675-ben, 17 napi ottléte alatt pusztította, a lelkészlakokat és iskolákat feldúlta – biztos segélyre volt szükség. Apafi fejedelem 1676. július 11-én kelt adománylevelében az egyik tanár fizetésére a máramarosi sóaknákból évenként 3000 darab kősót, a tanulók tartására meg 2000 darab kősót rendelt, és ennek az 5000 darab kősónak a jövedelmét 1681. június 22-én mint évi adományt újra megerősítette, sőt, hét év múlva a „folyvást fogyatkozásban levő scholának” az eddigieken felül még 100 forintot érő sót rendelt. Ezt a művelődési célra tett adományt a Diploma Leopoldinumban (1691. december 4.) is megerősíttették Debrecen részére, és be is folyt 1697-ig. 

### A felvilágosodás századában (1711–1802)
Amikor Debrecen a bécsi kormány hatalma alá került, iskolájára a megpróbáltatás évei következtek. Az Apafi-féle sóalapítványt elvették, a hegyköz-szentimrei tizedet a váradi püspökség lefoglalta (1712), mindkettő a leopoldi diploma ellenére történt. A Rákóczi-szabadságharc idején a császári hadsereg a védtelen hagyott várost 1705 októberében kirabolta, a könyvtárt, a nyomdát, városi levéltárt feldúlta, 300 szerző művét elégette. A nemzeti mozgalom elnyomása után (1711) következett a római katolicizmus hatalomra emelése. Királyi parancsra 1716-ban újraszervezték a városban a római katolikus egyházközséget. Felsőbb rendeletek folytán 1752-ben betiltották a református lelkészek és tanárok városi pénztárból fizetését, és mivel magának a kollégiumnak alig volt akkor 10 000 forint tőkéje, az iskola a pusztulás szélére jutott.

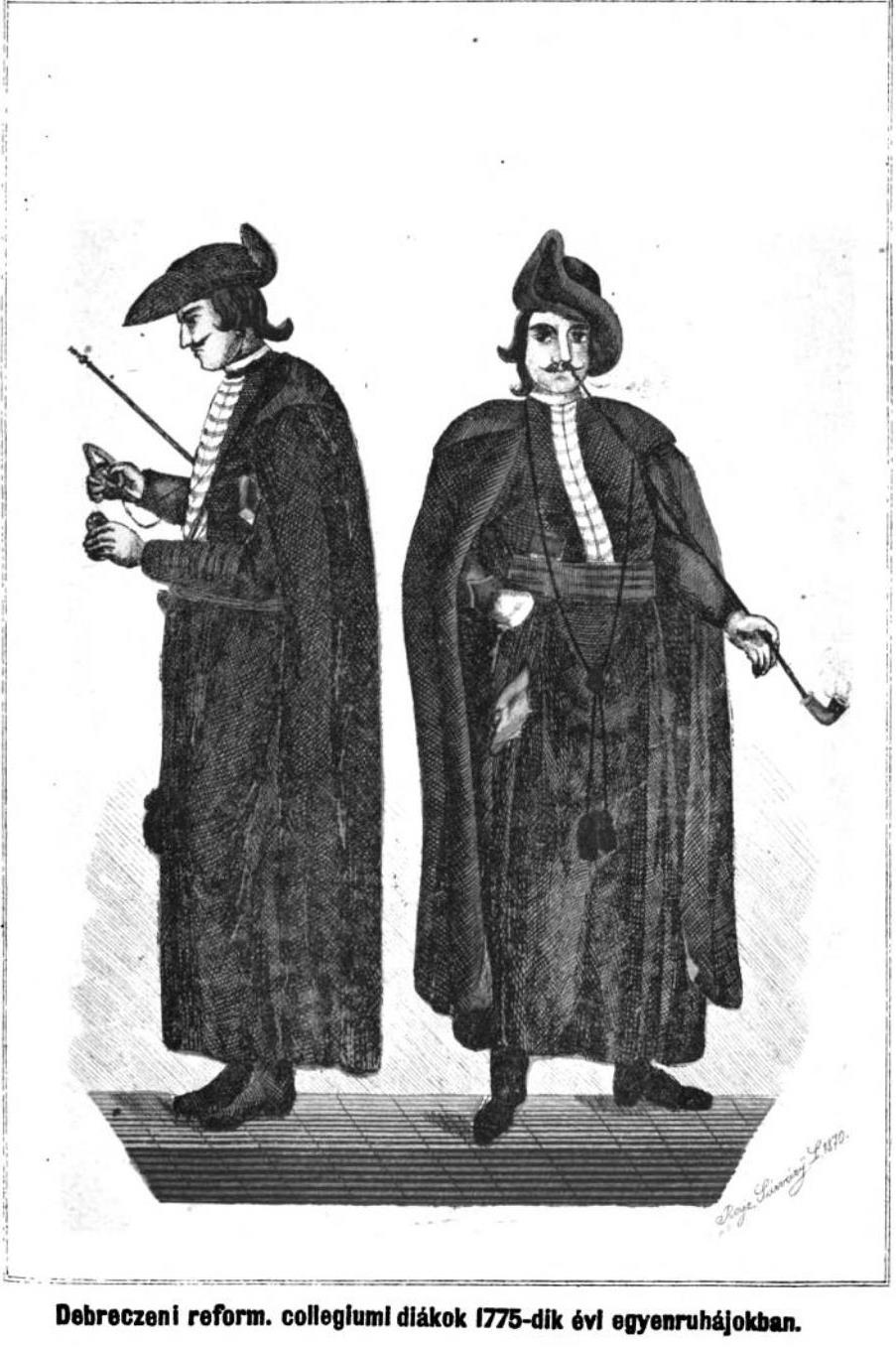
Debreceni református kollégiumi diákok egyenruhája, 1775

A külső és felső nyomás következtében a református egyházat 1718-ban elválasztották a várostól, s az iskola az egyház gondnokai vezetése alá jutott, de csak névváltozással, mert a város előkelő tisztviselőit választották a gondnoki karba. 1742-ben a tanórák számát „a curatoratust és proffesoratust” közmegegyezéssel állapították meg. 1757. április 12-én merült fel az a kérdés, hogy kit illet elsősorban a kollégium igazgatása: a lelkészeket, akiknek ez különben is kánonszerű kötelessége, vagy a városi és egyházi pártfogókat. Végül úgy határoztak, hogy az igazgatás „örökre vegyes legyen”.
Bécs 1731-ben minden iskolai gyűjtést betiltott (Carolina resolutio), és nehezítette a külföldi egyetemek látogatását is. Az egyházkerület feje 1734-ig a püspök volt, ekkor állítottak mellé a világiak közül egy kerületi főgondnokot; e tisztségében Dobozi Mihály, a Rákóczi-szabadságharc ezredese képviselte a kollégiumot az udvarnál. Az 1777-ben kiadott új iskolai törvény, a Ratio Educationis a református kollégiumok elemi tagozatát állami felügyelet alá kívánta vonni.
Rhédei Ferenc (1778–1800) gondnoksága alatt már túlerőt nyert a világi vezetés. Domokos Lajos és pártja támogatásával a kollégium feletti legfőbb felügyeleti jogot a kerület vette kezébe, azonban a közvetlen igazgatás továbbra is a debreceni egyháznál és gondnokainál maradt. A bécsi rendeletekre a Tiszántúli Református Egyházkerület helyi tantervek és tankönyvek bevezetésével válaszolt. A Methodus (1770) a Debreceni Kollégium alsóbb osztályainak oktatási rendjét szabályozta, az Ordo Studiorum (1783) pedig az akadémián tevékenykedő professzorok tevékenységét. Bécs és Debrecen „szellemi birkózása” II. József császár halálával ért véget, ezután a Debreceni Kollégium visszanyerte belső önállóságát.
„A főbíró mint iskolai gondnok (Domokos Márton), tanácsosok, lelkészek és tanárok, nem lelvén a hazában támaszt, megható kérőlevéllel fordultak a svájci, holland és angol hitrokonokhoz. A svájci kantonok 18 éven át 400–400, a holland szövetséges rendek 14 éven át ugyanennyi forint jövedelmet biztosítottak. Sinai Miklós tanár folytonos gondozásával az angol hittestvérekkel ápolták a viszonyt; Harring Tamás canterburyi érsek az összes anglikán püspököt, oxfordi és cambridge-i egyetemi hatóságot mozgalomba hozta, és olyan alapot gyűjtöttek, amelyből évente 39 font sterling folyt a kollégiumhoz. A legnehezebb ponton megindult Magyarországon is egyesek részéről az adakozás. Báró Bánffy Farkas évenként terményt küldött, Mocsai István, Kovács Ferenc 1000–1000, losonczi gróf Bánffy György végrendeletében 1000, Kőrösi Mihály debreceni esperes 1500, Antal Judit (Káldi Lajos özvegye), Tisza Lászlóné Gesztről 1000 forint alapítvánnyal járultak; az alkancellár Utyekerevics Gábor egy alumnus-tartásra tett alapot; Szondi Zsuzsanna, Kenessei Istvánné ugyanerre a célra 10 000 forintot adományozott.”

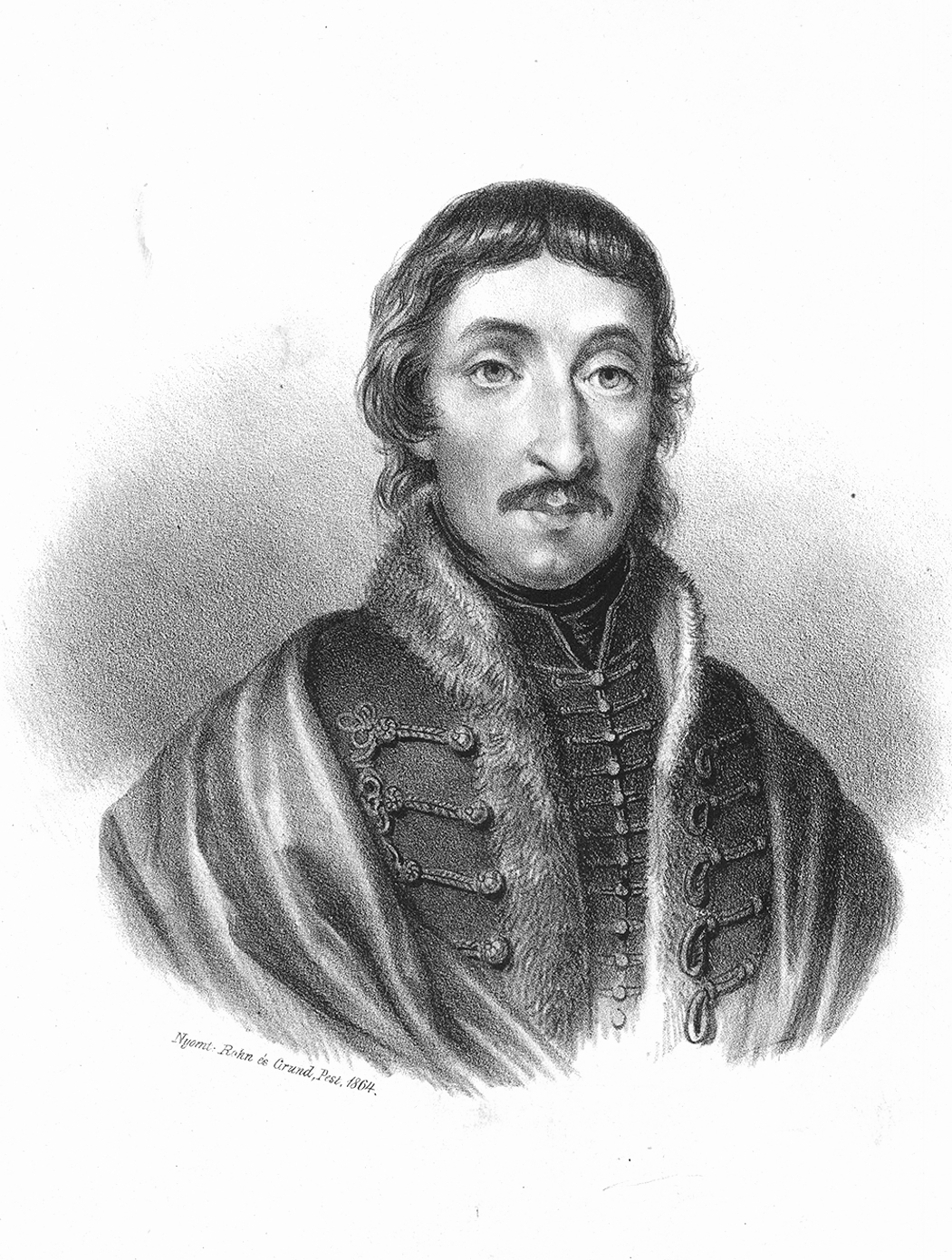
Csokonai Vitéz Mihály – Friedrich John rézmetszete (1816), amit Erőss János rajza (1804) alapján készített

Maróthi György professzor megalapította 1739-ben a Kántust, és akkortájt jöttek létre az önművelő diáktársaságok is. Virágzásnak indult a kollégiumi diákköltészet (Csokonai Vitéz Mihály, Fazekas Mihály) és kiemelkedő tevékenységet folytatott a rézmetsző diákok társasága is.
A felvilágosodás hatására teret nyerő világiasabb szellem feszültségeket keltett a kollégium életében, a professzorok világnézeti és erkölcsi kérdésekben továbbra is ragaszkodtak a reformáció hitvallásos örökségéhez, Domokos Lajos főbíró (Domokos Márton főbíró fia) viszont, aki komoly befolyással bírt az egyház életére is, világiasabb modernizációs törekvésekkel lépett fel. Ez az ellentét megosztotta Debrecen szellemi életét, melynek következtében Sinai Miklós és Hatvani István professzorok visszavonultak katedrájuktól. Részben ennek a harcnak lett áldozata Csokonai is, aki kezdetekben Domokos főbíró és köre támogatását élvezte, de a Martinovics-összeesküvés leleplezése (1795 tavasza) nyomán elővigyázatosabbá váló támogatói magára hagyták.
A Debreceni Kollégium új törvénye 1792-ben jött létre, melyhez 1796-ban kiegészítéseket csatoltak.

### A Nemzeti megújhodás kora (1802–1849)

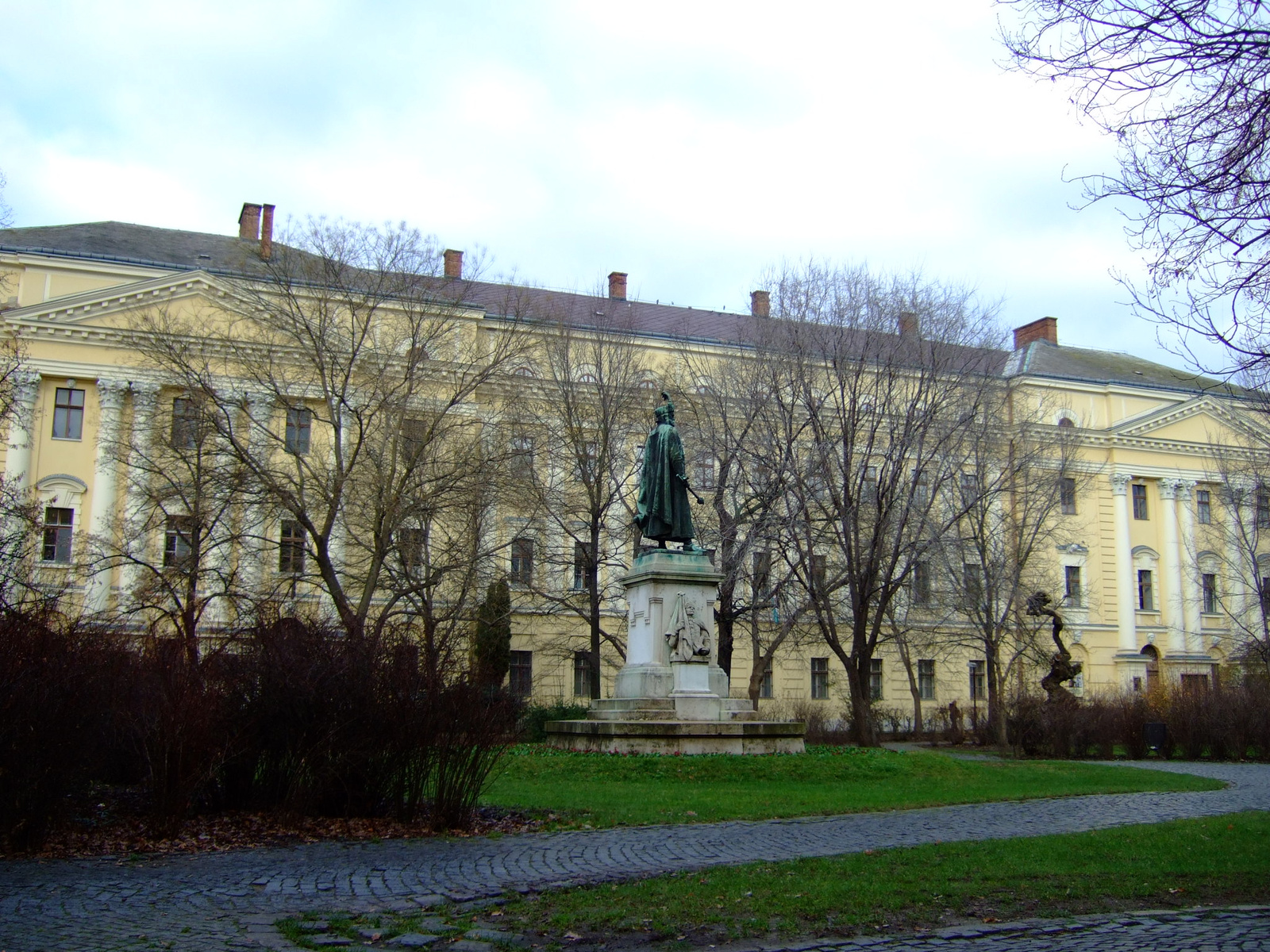
A Debreceni Kollégium 1803–1813 között épített Péchy-féle főfrontja (Indafotó, 2008. december 21.)

A kollégium életében a 19. század tragikusan kezdődött, 1802. június 11-én leégett az iskolaépület déli szárnya. Ez az esemény felgyorsította az amúgy is átépítésre váró öreg épület átépítését. A használhatatlan déli szárny közadakozás révén épült újjá a mai formájában. Az építkezés ideje alatt az oktatás a kollégium épen maradt hátsó szárnyaiban folyt tovább. Mindezen problémák ellenére a Debreceni Kollégium folyamatosan lépést tartott a kor követelményeivel. 1804-ben a négy latin nyelvtani osztályt (grammatika) elvégezettek számára három közművelődési osztályt (humanitas) indítottak, befejezésül pedig egy kétéves közismereti (encyclopaedicus) képzést hét köztanító és két segédtanár (praeses) vezetése mellett. Ennek elvégzése után következhetett a felsőfokú képzés (specialis cursus) két teológiai, egy jogi és három bölcsész szakos tanárral.
Életbe lépett a tanszabadság: „kiki céljához és hajlandóságához képest hallgassa bővebben a tudományokat” (az akadémiai 6 év alatt). A vizsgák helyébe szigorlat (rigorosum) lépett. Az 1807-ben kiadott, a Ratio Educationistól nagymértékben különböző debreceni tanterv nagy feltűnést keltett. Az új tantervet csak 1816-ban módosították, ugyanis az álmosdi tanterv (1804) elősegítette a nemzeti szellemű ismeretek (földrajz, történelem) térhódítását. Ettől kezdve a kollégium négy alsó osztályában anyanyelven folyt az alapismeretek oktatása. Az oktatás a 18. századi sikertelen kísérlek után, 1831-től lett magyar nyelvű a kollégiumi oktatás mindhárom szintjén. Ettől az évtől kezdték a magyar nyelvet és irodalmat akadémiai szinten, tantárgyszerűen oktatni. (Az első irodalmi tanszék létrehozását Récsey János alapítványa tette lehetővé.) A nemzeti szellem ápolásában a Csokonai-hagyomány élesztésében Péczely József professzor járt az élen. A diákköltészet kiemelkedő darabjait a Pallas Debreczina (1828) című kötetben, majd 1832–1835 között az évente megjelenő Lant című diákalmanachban tette közzé. Ebben az időszakban Péczely vezetésével adakozás indult a Csokonai-síremlék létrehozására, és neki köszönhetőek az önképző körök megalakulásai.
A reformkor szellemében fogant nemzeti műveltség segítségére voltak a korabeli magyar nyelvű debreceni tankönyvek is, mint a Budai Ézsaiás által írt Magyarország Históriája (I–III. kötet, 1805–1812) és Sárvári Pál, A rajzolás mesterségének kezdete (I–II. kötet, 1804–1807) című munkái.
1823-ban megalakult a természetrajzi tanszék, amely neves professzorai közé tartozott Kerekes Ferenc, aki részt vállalt az egykori Paptava (a mai Déri tér) helyén kialakított kollégiumi Füvészkert létesítésében, illetve segítette Fazekas Mihály Lúdas Matyi munkájának megjelentetését. 1825-ben megalapították a neveléstudományi, azaz pedagógiai tanszéket, Zákány József professzor vezetésével. Az időszak legjelentősebb diákjai Kölcsey Ferenc, aki 1796–1809 között tanult az iskola falai között és Arany János, aki az akadémiai éveket töltötte itt 1833–1836 között.
A korszak a forradalom és szabadságharc eseményeivel zárul. A pesti márciusi eseményekre a debreceni ifjúság nagyon gyorsan reagált, Révész Bálint professzor 1848. március 22-én tartott beszédében Kossuth Lajost éltette, és az ifjúságot a nemzetőrséghez való csatlakozásra biztatta. Ennek és Péczely József professzor március 26-i beszédének hatására a diákok egy része nemzetőr lett, mások a fegyveres harcokban is részt vállaltak a nevezetes veressipkások debreceni zászlóaljában. Műveltségüknek köszönhetően, a diákok a katonadalok betanításában is szerepet kaptak. A híres Kossuth-nóta szerzője Balkányi Szabó Lajos maga is debreceni diák volt (a dal eredete vitatott). A professzorok is kivették a részüket a szabadságharcból: volt aki nemzetőrként (Lugossy József), volt aki nemzetőrparancsnokként (Szűcs István és Révész Bálint), és volt aki katonaorvosként (Török József) szolgálta a nemzeti ügyet.

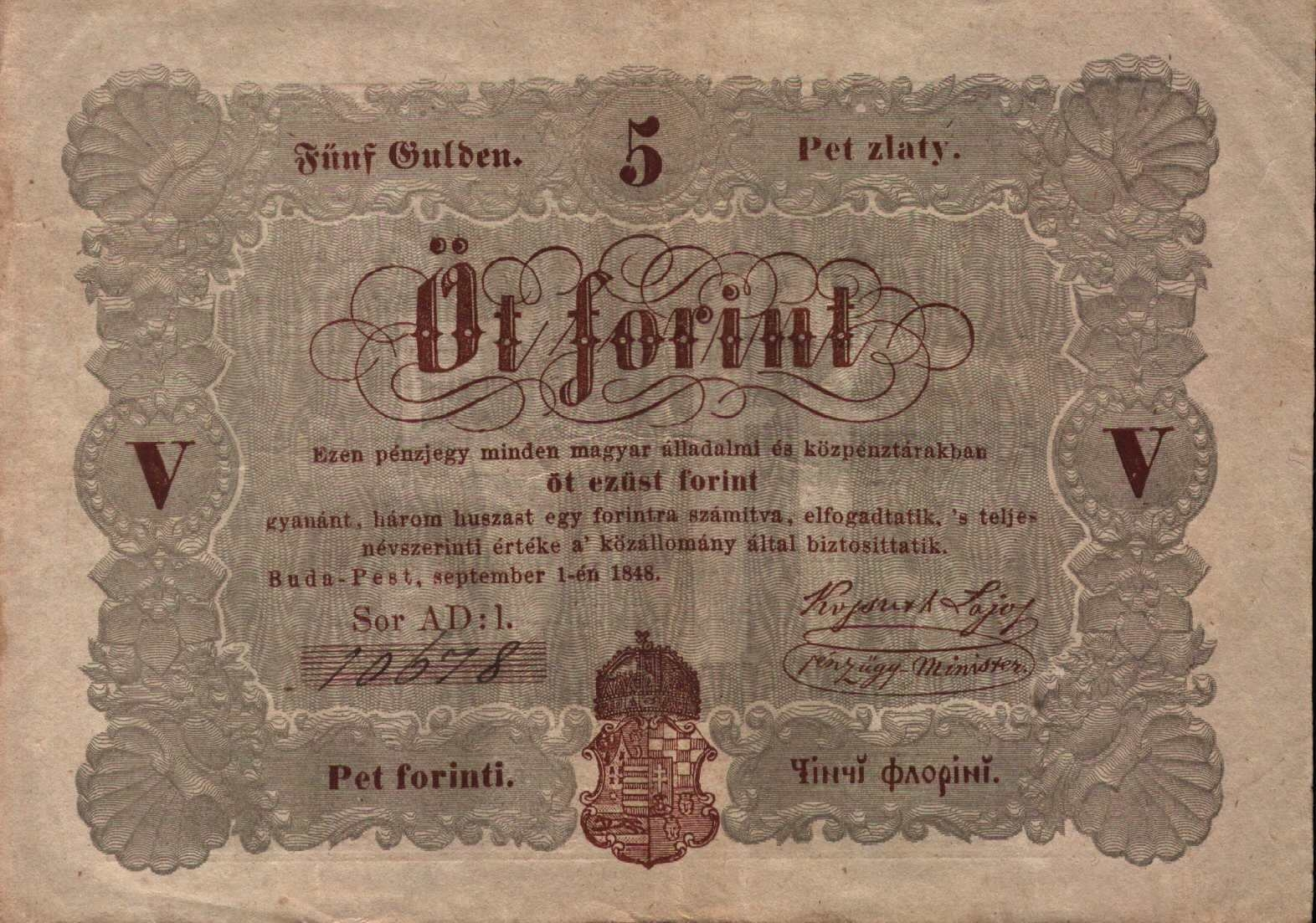
Kossuth-bankó

A forradalmi események következtében a tanévet 1848. május 31-én bezárták, és csak 1849 őszén indult újra a folyamatos iskolai munka. 1849 első felében Debrecen az ország fővárosa lett, január 9. és május 31. között a képviselőház a Debreceni Kollégium Oratóriumában tartotta üléseit (64 nyilvános és 15 zárt ülés). Az április 13-ai zárt ülésen itt döntöttek a Habsburg-ház trónfosztásáról, amit másnap a Nagytemplomban hirdettek ki nyilvánosan. Ebben az időszakban a kollégium több terme a kormányhivataloknak adott otthont. Az épület déli szárnyának első emeletén volt a pénzügyminisztérium, és a földszinten nyomták a Kossuth-bankót. Az orosz megszállás idején (1849. augusztus 2. és szeptember vége között) az épület berendezése és gyűjteményei (különösen az éremtár) súlyos veszteségeket szenvedtek.

### A Debreceni Református Kollégium tagozatokra bomlása (1849–1912)
A kollégium intézményei a bécsi tanügyi reform (Organisations Entwurf 1849) következtében jöttek létre, amely igyekezett egységesíteni a birodalmi oktatásügyet. A Debreceni Kollégium kezdetekben nem vezette be a reform előírásait, ezért hátrányt szenvedett, ami legérezhetőbben abban nyilvánult meg, hogy többek közt nem érettségiztethetett; ebben az időszakban a nagyváradi premontrei gimnáziumban érettségiztek a Debreceni Kollégium diákjai.
Az Entwurf alapvetően megváltoztatta a Debreceni Kollégium évszázados oktatási szokásait, megszüntetve a „tanítva tanítás” préceptori gyakorlatát. A hátrányok kiküszöbölésére a kollégium az intézményesítés mellett döntött, létrehozva 1853-ban a nyolcosztályos gimnáziumát, de ez 1861-ben meg is szűnt. 1873-ban szervezték újjá, azóta van meg a mai formájában kisebb módosulásokkal. A kollégium keretében két új képzési forma is megjelent ekkor, 1856-ban a tanítóképző intézet, 1864-ben pedig a polgári iskola. 1870-ben lebontották az utolsó diákkunyhókat, 1912-ben pedig felépítették az új főiskolai (később egyetemi) internátust (a „Konviktus”-t), ami ma a Gimnázium épülete. A debreceni diákság a 19. század közepéig önellátó volt, csak 1853-ban jött létre a Kollégiumi Köztápintézet, melyet az ifjúságtól beszedett étkezési díjakból és alapítványok adományaiból finanszíroztak. Az intézmény a diákság töredékét tudta csak ellátni, ellenben az 1888-ban megnyitott új étkezőterem és konyha már 300 főt tudott ellátni. A diákok többségének a megoldást csak az 1910-ben átadott, vízvezetékkel fölszerelt konyha és magasföldszinti étkező jelentette (a jelenlegi Gimnázium mai két alsó szintje). A századvég kollégiumi hangulatát Móricz Zsigmond – aki 1890 és 1894 között volt a gimnázium tanulója – jeleníti meg a Légy jó mindhalálig (1920) című regényében.

### Az egyetem kiválása, az iskolák államosítása (1912–1952)
A magyar törvényhozás az 1912. évi XXXVI. törvénycikkel hozta létre a Magyar Királyi Tudományegyetemet, amely a Debreceni Kollégium főépületében, az ország harmadik egyetemeként három karral kezdte meg működését 1914-ben, és ott is maradt 1932-ig. Az főépületből kiszoruló Főgimnázium 1914-ben új épületet kapott, a közeli Péterfia utca 1–7. szám alatt (ma a Kölcsey Ferenc Református Tanítóképző Főiskola van benne). A neoromán stílusú épületet Pecz Samu tervezte.
Az állami egyetem létrejötte két új bentlakásos kollégiumi felsőoktatási intézmény létrehozását eredményezte, a Lelkészképző Intézet (1914–1952) az egyetemi teológiai kara hallgatóinak gyakorlati teológiai képzését biztosította, a budapesti Eötvös Collegium mintájára szervezett Tanárképző Intézet (1925–1952) pedig a bölcsészhallgatók számára kínált kiegészítő egyházias képzést.

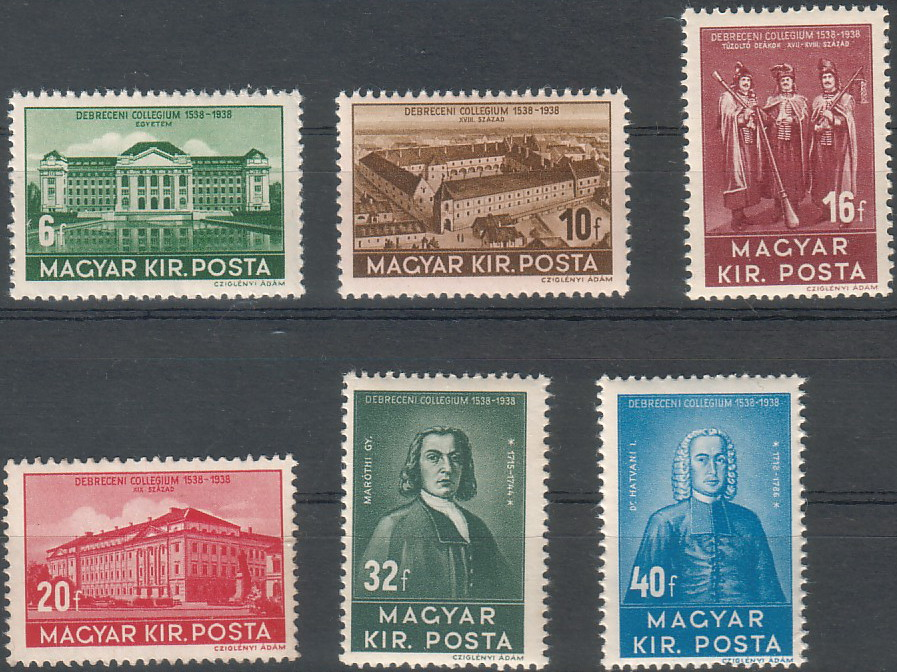
A debreceni református kollégium 400. évfordulója alkalmából megjelent bélyegsorozat

A kollégium 1938-ban ünnepelte fennállásának 400. évfordulóját. Ebből az alkalomból festette meg Tamássy Miklós Ruyter Mihály holland admirális kiszabadítja a gályarabságból a magyar református lelkészeket 1676-ban c. képet mely 2007-es restaurálása után ma a díszteremben látható. 
A háború miatt azonban a tervezett ünnepségek egy része nem valósult meg. A jubileumi évben a Debreceni Kollégiumot felújították, emeleti nyitott folyosóit ablakokkal látták el. A Nagykönyvtár szomszédságában ekkor hozták létre a Csokonai-szobát, amely a költőhöz kapcsolódó kollégiumi emléktárgyaknak ad otthont. Szintén az évfordulóra készültek az Oratóriumhoz vezető lépcsőház második emeleti folyosójának 110 négyzetméteres felületén Gáborjáni Szabó Kálmán rajztanár kollégiumtörténeti tárgyú falfestményei. A Magyar Királyi Posta öt darabból álló bélyegsorozatot jelentetett meg az évforduló alkalmából.
A korszakot a második világháború eseményei és az azt követő politikai átrendezések, változások zárják. A kollégium épülete a háborúban súlyosan megsérült, annak ellenére, hogy termeit katonai kórházi célokra használták. Az 1944–1945-ös tanévben Debrecen középiskoláiban az oktatás akadozott vagy szünetelt, a kollégiumban hónapokon keresztül összevont városi fiú- és leánygimnázium működött. 1944–1945 fordulóján Debrecen rövid időre ismét az ország fővárosa lett, és az 1849-es hagyományokhoz kapcsolódva a Debreceni Kollégium Oratóriumában tartotta ülését 1944. december 21-én az Ideiglenes Nemzetgyűlés.
A háború után azonnal napirendre került a magyar iskolaügy reformja, és ezzel együtt az egyházi iskolák államosításának kérdése is. 1948-ban államosították a kollégium elemi iskoláját, Főgimnáziumának alsó négy évfolyamát és a Tanítóképző intézetét, a polgári iskolája pedig megszűnt. A teológiai kart az egyetem 1950-ben száműzte a falai közül, ekkor visszatért a Debreceni Kollégium szervezeti keretébe, azaz gyakorlatilag összeolvadt az ott működő Lelkészképző Intézettel, és Teológiai Akadémia néven folytatta működését. A Tanárképző Intézet 1952-re elhalt, mivel az iskolák államosítása folytán funkcióját vesztette. Ugyanebben az évben államosították az 1948 óta a Kollégium tagozataként működő Dóczi Leánygimnázium épületét, amit az egyetem gyakorló gimnáziuma kapott meg. A Dóczi részben beleolvadt a Debreceni Kollégium ekkor koedukált iskolává váló gimnáziumába, átvéve a diákok és a tanárok nagy részét.

### Az árván maradt iskola (1952–1989)
A szocializmus időszaka a kollégium történetének egyik legválságosabb időszaka volt. A Tudományos Gyűjtemények (Nagykönyvtár, Levéltár, Iskolatörténeti és Egyházművészeti Múzeum) mellett csak két iskolai intézmény működhetett: a Teológiai Akadémia és a Gimnázium. A lelkészhiány enyhítésére az egyház bevezette az exmissziós gyakorlatot, ami azt jelentette, hogy a lelkészjelölt a 4–5. évet gyülekezeti lelkészként, levelező oktatás keretén belül végezte. Ugyancsak ezt a hiányt próbálta enyhíteni az 1970-es évektől a Teológiai Akadémia levelező tagozata, a Diakónusképző Intézet felállítása és a nyaranként megszervezett Kántorképző Tanfolyam. A Teológiai Akadémiánál nehezebben tudott működni a Gimnázium, mivel nem követhette hagyományait, hanem szigorúan az állami előírásokat kellett követnie a tankönyvek és tantervek terén. A gimnázium helyzetét nehezítette, hogy 1972-ben elvesztette a Péterfia utcai épületét (ma a Kölcsey Ferenc Református Tanítóképző Főiskola van benne), és át kellett költözzön a kollégium hátsó udvarába, az egykori egyetemi internátus épületébe, ahol jelenleg is működik. A korszakot az 1988-ban, a Debreceni Kollégium fennállásának 450. évfordulójának tiszteletére rendezett jubileumi ünnepségek zárták, amelynek sikerült újra ráirányítania az emberek figyelmét az egyházi fenntartásban levő iskolákra. Ekkor jelent meg a kollégium történetét az addigiaknál sokkal részletesebben bemutató történeti monográfia.

### A Debreceni Református Kollégium a rendszerváltás után (1989–)
Az 1989-es rendszerváltás után megszűnt az egyházi iskolák hátrányos megkülönböztetése, és a Debreceni Kollégium visszavette az államtól vagy újraindította intézményeit. A Teológia Akadémia visszanyerte egyetemi rangját, majd mint Hittudományi Egyetem a Debreceni Egyetem társult tagjává vált. Időközben elnyerte az akkreditációt és bevezette a kreditrendszert is. Három szakán (lelkész, teológus, vallástanár) a 2000-es évek elejére több mint 200 hallgatója volt.
A Debreceni Kollégium Gimnáziuma is megnövekedett diáklétszámmal szembesült a rendszerváltás után. Mivel 1992-ben a Péterfia utcai épületet azzal a feltétellel kapta vissza az államtól, hogy tovább működteti benne a Tanítóképző Főiskolát, a megnövekedett helyigényét másképp kellett orvosolnia. Az ugyanabban az évben használatba vett Andaházy-Szilágyi Intézete csak a Leányinternátus gondjain enyhített, majd 1998-ban az épület 200 fős internátussá bővítésével a Gimnázium harmadik emeletéről az egész Leányinternátus a Poroszlay úti épületbe költözött. Az így felszabaduló helyet a Gimnázium és a Hittudományi Egyetem megosztva használja a mai napig, az előbbi oktatási, az utóbbi internátusi célokra. 1996-ban indult el a gimnázium 6 osztályos tagozata, amely 2000-ben az egykori Dóczi Leánynevelő Intézet Kossuth utcai épületébe költözött, 2002 szeptemberétől pedig először Debreceni Református Kollégium Dóczy Gedeon Gimnáziuma, majd a Debreceni Református Kollégium Dóczy Gimnáziuma néven a kollégium önálló tagintézménye lett. Diákjainak létszáma meghaladja a 400 főt.
A kollégium egykori elemi iskolájának Füvészkert utcai épületében kezdte meg működését 1992-ben a Református Kollégium Általános Iskolája. Az iskolaotthonos, családias jelleggel működő intézmény tanulóinak száma is meghaladja a 400 főt, így a főépület intézményeihez hasonlóan helyhiánnyal küzd. Ennek enyhítésére 2008-ban elhatározták a tetőtér beépítését.
1993-ban alakult meg a Református Kollégium Óvodája a Pacsirta u. 51. szám alatti, egykori református elemi iskola épületében. Az induláskor két csoporttal működő óvoda bővítésének a Tímár utca 10. szám alatti önkormányzati óvoda épületének 2004-es átvétele adott lendületet, ahová hamarosan áttette székhelyét, a Pacsirta utcai épület pedig átkerült a kollégium másik tagintézményéhez, a Kölcsey Ferenc Református Gyakorló Általános Iskolához.
A rendszerváltás utáni években a Kollégium Tudományos Gyűjteményeinek működése is megváltozott. A debreceni Szakszervezeti Könyvtár anyaga a rendszerváltást követően a Nagykönyvtár tulajdonába került. 2004-től az 1994-ben bevezetett, interneten elérhető elektronikus katalógusban, az OPAC-ban is kereshető a Nagykönyvtár állománya. 1996 óta az Iskolatörténeti és Egyházművészeti Múzeum megújult belsővel, átrendezett és új kiállításokkal várja a látogatókat. Hasonlóképpen újult meg 2006–2007-ben a Nagykönyvtár kiállítóterme is.
A Debreceni Kollégium 2000-ben rendezte meg diákjainak első világtalálkozóját.
A Hittudományi Egyetem 2003-ban részben felszámolta a hagyományos szemináriumi struktúráját, azaz a tanszékek korábban önálló, diákszeminaristák által felügyelt szemináriumi könyvtárait egy közös Teológiai Szakkönyvtárban egyesítette. Az egyetemnek intenzív kapcsolatai vannak a Kárpát-medence többi református lelkészképző intézeteivel (Budapest, Pápa, Sárospatak, Kolozsvár, Komárom).
A Gimnáziumnak 2013-ra több mint 480 diákja és 40 tanára lett. Az intézmény a négyévfolyamos képzés keretében humán, matematika, biológia és számítástechnika speciális osztályokat, illetve csoportokat indít. Valamennyi tanuló számára legalább egy idegen nyelv oktatása emelt szinten történik. A DRHE 2012–2013-ban négy intézettel és tizenkilenc tanszékkel rendelkezett. Az egyetem osztatlan, alap, mester és doktori, valamint felsőfokú szakképzésein a református lelkészképzés mellett további egyházi alkalmazottak, tanítók, kommunikációs szakemberek, valamint egyéb világi értelmiségiek képzését végzi. Az intézménynek jelenleg közel 70 főállású oktatója és mintegy ezerkétszáz hallgatója van.

## Épülete

### Előtörténete

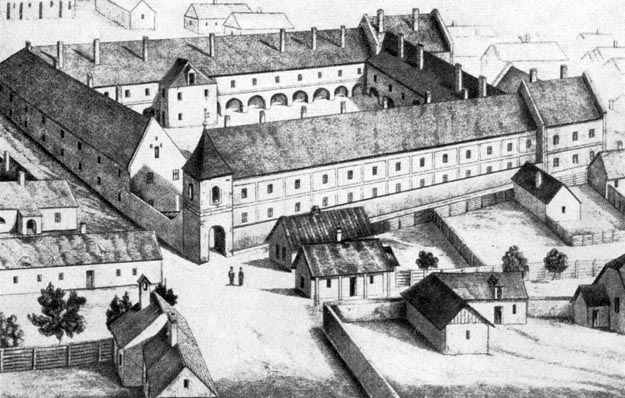
A szabálytalan zárt négyszögű Református Kollégium, délnyugati sarkán a tűztoronnyal

A ferencesek laikus, latin nyelvű iskoláját a szerzetesek elköltözése után, 1538-ban a református egyház vette át. Az iskolában hamarosan felső tagozatot is létesítettek, s a Református Kollégium az európai nevelésügy szolgálatába állt. Az épület 1564-ben leégett a templommal együtt. Ekkor semmisültek meg az iskola első írásos emlékei. A leégett kollégiumot újjáépítették, és 1660-ban a váradi kollégium beolvadása az épület bővítését (1662–1668) tette szükségessé. Ekkor jött létre a Debreceni Kollégium szabálytalan zárt négyszöge, délnyugati sarkán a tűztoronnyal. A Szent András-templomot csak 1626-ban kezdték újjáépíteni Bethlen Gábor fejedelem támogatásával.
A 17. századi épület déli szárnya 1802. június 11-én, pünkösd napján leégett a város 1500 lakóházával és a Nagytemplommal együtt.

### A mai épület

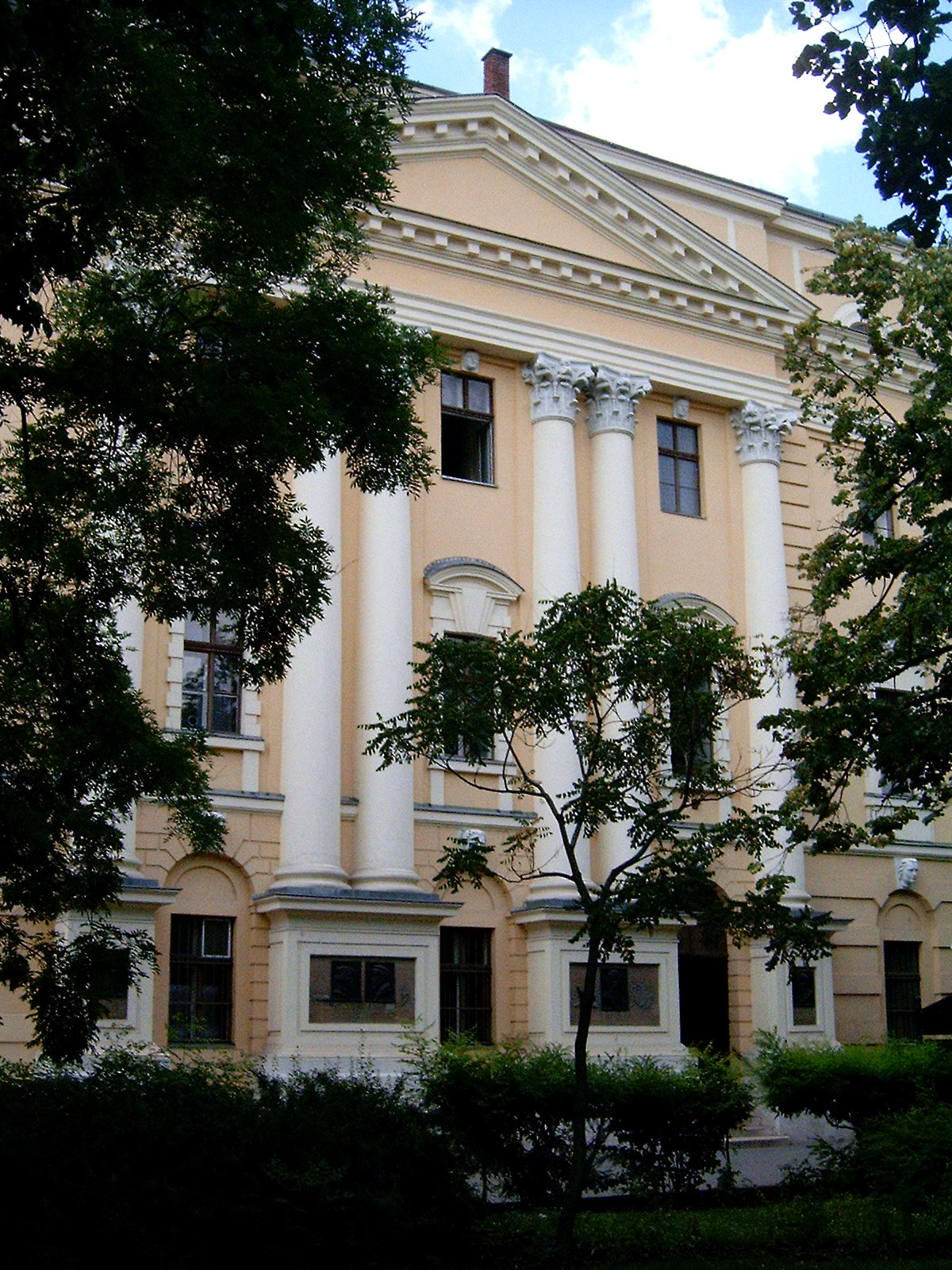
A Debreceni Kollégium főbejárata (2005)

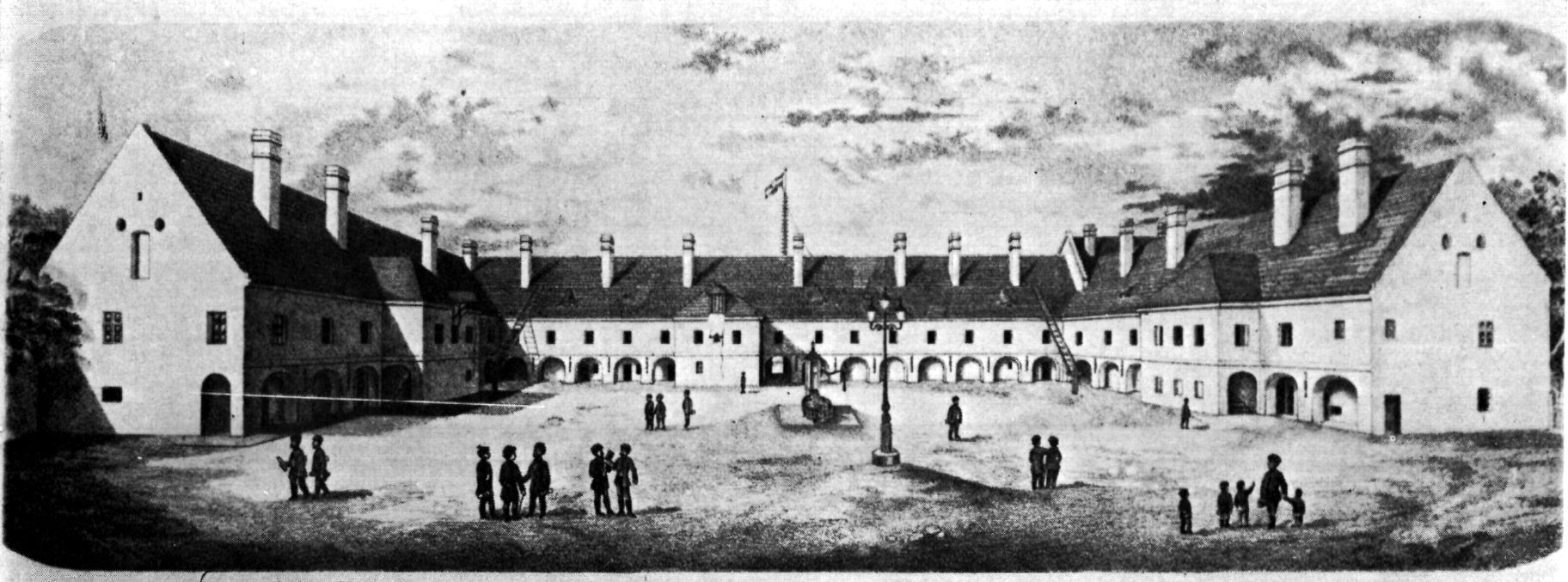
A Debreceni Kollégium átépítésekor, 1869-ben lebontott épületei. Kallós Kálmán főiskolai tanár rajza

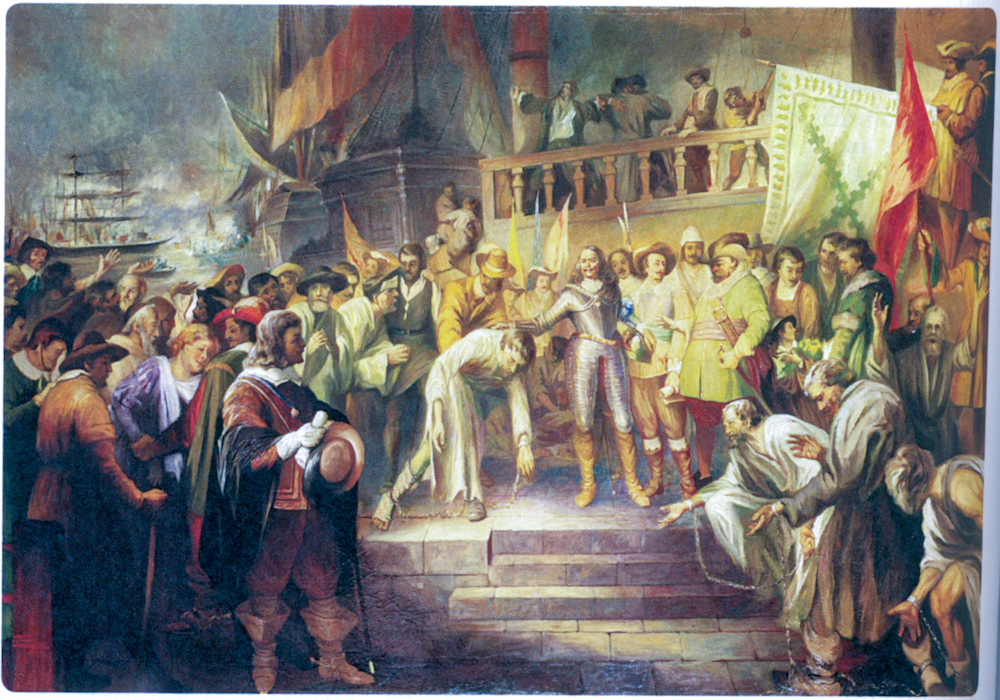
Ruyter admirális fogadja a kiszabadított magyar prédikátorokat (a kép 2007 óta a díszteremben)

A mai épület felállítását 1803-ban kezdték meg Péchy Mihály tervei alapján. Kivitelezőként Éderer és Huzl építőmesterek, majd Rabl Károly és öccse, Kornél dolgoztak az épületen, amely 1816-ban készült el. A használhatatlan déli szárny közadakozásból épült újjá a mai formájában, klasszicista stílusban. Az építkezés alatt az oktatás a kollégium az épen maradt hátsó szárnyaiban folyt tovább. A pénzhiány tervmódosításra kényszerítette őket, így a három kapunyílás helyett csak egyet nyitottak, és elhagyták az auditoriumhoz tervezett művészi lépcsőházat is. A homlokzaton aranybetűs felirat hirdeti: „A HELV VALLÁSTÉTELT TARTÓ MAGYARORSZÁGI EKLÉSIÁK ÉS JÓLTÉVŐK ADAKOZÁSÁBÓL ÉPÜLT MDCCCII-től MDCCCXVI-ig”. Debrecen város 200 000 téglával járult hozzá az építkezés költségeihez.
A Péchy-féle főfrontot az 1802-es tűzvész után megmaradt régi épületrészek lebontása után, 1870–1874 között körbeépítették Vasél Alajos tervei szerint. Vasél igazodott Péchy stílusához, ám nem alkalmazott az oldalszárnyakon függőleges tagolást, ezért azok a valóságosnál hosszabbnak tűnnek. A méltóságos nyugalmat árasztó új homlokzatot féloszlopok tagolják, a Debreceni Nagytemplom építészeti elemeivel egyezően. A földszinti ablakok felett elhelyezett záróköveket és az emeleti szemöldökpárkányokat Frank Lőrinc kőfaragómester faragásai díszítették; egy részüket 1976-ban Antal Károly felújította.
Az 1848–49-es forradalom és szabadságharc idején a Debrecenbe menekült kormány forradalmi országgyűlései a Debreceni Kollégiumban üléseztek csaknem fél éven át.
Az épületet 1938-ban, a Debreceni Kollégium fennállásának 400. évfordulóján felújították, és a földszinti árkádok alatt 22 darab domborművet helyeztek el, melyek az intézmény egykori neves professzorait, diákjait és patrónusait ábrázolják. Ugyanekkor került az udvari homlokzat timpanonjára a kollégium jelmondata: ORANDO ET LABORANDO (Imádkozva és dolgozva). A főépületben az Iskolatörténeti és Egyházművészeti Kiállítás, az Oratórium és a Nagykönyvtár látogatható. A második emeleti lépcsőházat Gáborjáni Szabó Kálmán kollégiumi életet megörökítő freskói díszítik. Ugyanitt látható Torockai Osvald ólomablak-kompozíciója Hatvani István professzorról, a „debreceni Faustról”.
A Nemzeti Emlékhely és Kegyeleti Bizottság 2013-ban a debreceni Református Nagytemplomot és a Református Kollégiumot az ország 11. nemzeti emlékhelyének nyilvánította, és április 12-én emlékoszlopot állíttatott a Nagytemplom és a Református Kollégium között elterülő Emlékkertben. Balog Zoltán, Kósa Lajos és Bölcskei Gusztáv leplezték le az emlékoszlopot, amit megáldott a református püspök. Az eseményen mások mellett jelen volt Boross Péter volt miniszterelnök, a Nemzeti Emlékhely és Kegyeleti Bizottság elnöke, Németh Lászlóné nemzeti fejlesztési miniszter és több országgyűlési képviselő.
A Debreceni Kollégium fennállásának 475. évfordulójának alkalmából szervezett rendezvénysorozat része volt a Kollégium Baráti Körének Diáktalálkozója, 2013. május 25-én, amelyen beszédet mondott Orbán Viktor miniszterelnök, aki bejelentette, hogy az egyetemes reformáció elindulásának 500. évfordulójáig, 2017-ig a magyar kormány tízmilliárd forintot biztosít a Debreceni Református Kollégium és iskoláinak rendbehozatalára.
A kormányfő beszédét követően Orbán Viktor és Bölcskei Gusztáv a Nagytemplomban aláírta a bejelentett támogatásról szóló megállapodást. Az ünnepi eseményt megelőző istentiszteleten a püspök igehirdetésében arról beszélt, hogy a református kollégium az évszázadok során „sok-sok európai város szellemi kincseit, örökségét idehozta, hogy tékozolva szórja szét kis falvakban”. „Összegyűjteni és azután szétszórni – ez az a titok, amely a református kollégiumot megtartotta, válságos időszakokban is” – tette hozzá a püspök. „Egy vérből vagyunk, Isten az egész emberi nemzetséget egy vérből teremtette” – utalt az összefogás erejére igehirdetésében Bölcskei Gusztáv.

## Képzés
A magyar református iskolakultúrában a kollégium, a mai jelentésével ellentétben, eredetileg nem egyszerű diákotthont, hanem közös intézményben folyó, egymásra épülő, háromszintes képzést (elemi iskola, középiskola, felsőbb iskola) jelentett. A 16. század végére a debreceni iskolában a nyugat-európai református iskolák (elsősorban Strasbourg) mintájára két-, majd négyosztályos elemi és hat gimnáziumi osztály mellett kiépült a két-hároméves akadémiai (főiskolai) tagozat is. Ez a háromszintes rendszer határozta meg századokra a debreceni oktatást. Az oktatás tartalmát kezdetben a „wittenbergi norma” határozta meg, egészen a 18. századi felvilágosodásig. Alapját a hét szabad művészet (septem artes liberales) képezte. A 17. század elején mintegy 1000 diák tanult Debrecenben. Kiemelkedő teljesítményt mutat, hogy az akadémiai tagozatot, mintegy 100–200 diákot egyetlen rektor (professzor) tanította. A kisebbek oktatását arra alkalmas nagyobb diákok (préceptorok és kollaborátorok) végezték. Ez a rendszer a 19. század közepén, a bécsi tanügyi reform (Organisations Entwurf 1849) nyomán szűnt meg. Az oktatás eme formája a széles körű önrendelkezéssel bíró diákköztársaság (Coetus) segítségével lehetett működtetni.
Az oktatás szerkezete a 18. század folyamán alig változott, tartalma annál inkább. A külföldi tanulmányi útjuk során német, holland, svájci egyetemeket megjárt professzorok nyitottak voltak az új eszmék iránt, és bár a felvilágosodás eszméiből sokat kritikával illettek, teret engedtek a természettudományok előretörésének, művelésének. Ekkoriban jöttek létre az első önművelő diáktársaságok is.
A bölcsészeti képzés kiemelkedett ebben a korszakban, az 1743-as végzés szerint „3 komoly évet” kellett a bölcsészeti tanfolyamban elvégezni, hogy valakit felvegyenek teológiára. A bölcsészeti szakra előkészítő osztály tanulóit 1759-ben metafizikusoknak, 1798-ban már praeparandusoknak hívták, s külön köztanító, az ún. praeses készítette fel őket a latin és a görög nyelvek, valamint a tiszta matézis tanításával. Német nyelvet 1769 óta tanítanak.
A neveléstant a Classisok (gimnázium) felügyelőtanára minden évben az egész ifjúságnak adta elő télen (1798). A földrajzi és történelmi térképeket Maróthi György professzor (1739) hozta használatba. A tanítás színvonalát mutatják a használt tankönyvek a század közepén: Minucius Felix (1740), ifjabb Plinius, Pictet Benedek teológiája, Sinai Miklós kedvelt tankönyve: a Offerhaus világtörténelme. Sinai volt az, aki előadást tartott a magyarok történetéről is. A könyvtárra nagy gondot fordítottak. A városi tanács 1702-ben készítette annak használatára az első szabályzatot. A könyvtár az 1705-ös német pusztítás után 1452 kötetből állt.
Az 1804-ben Ratio Institutionis néven bevezetett új tanterv (álmosdi tanterv) elősegítette a nemzeti szellemű ismeretek (földrajz, történelem) térhódítását. Ettől kezdve a Debreceni Református Kollégium négy alsó osztályában anyanyelven folyt az alapismeretek oktatása. Ezt követték a latin nyelvű gimnáziumi osztályok, majd két akadémiai év, ahol ekkor már a teológia és bölcsészet mellett jogi ismereteket is lehetett szerezni. Az oktatás nyelve Maróthi György professzor és Domokos Lajos főbíró sikertelen 18. századi kísérletei után, 1831-től lett magyar nyelvű a kollégiumi oktatás mindhárom szintjén. Ebben az évben kezdődött meg a magyar nyelv és irodalom akadémiai szintű, tantárgyszerű oktatása.
Az Entwurf 1849-es bevezetése nyomán – kevés késéssel ugyan – a képzés átalakult, és az addigi képzéstípusok élesen elkülönültek egymástól. Így alakultak ki a mai értelemben is ismert általános iskolai (akkoriban elemi iskola, polgári iskola), középiskolai és felsőfokú oktatási képzésformák, ami magával hozta a Debreceni Református Kollégium intézményekre tagolódását.

## Tanárai
A rendes akadémiai tanárok száma 1709-től kezdve négy, 1798-tól öt, 1800-tól hat volt. A tanárok fizetése fokozatonként emelkedett: 1726-ban 240 forint 40 krajcár bor- és failleték, 1752-ben 333 forint 20 krajcár bor-, búza- és földilleték. A köztanítók fizetése ugyanekkor az osztályok magassága szerint 20 és 33 forint között változott, és járt a fizetés mellé lakás, koszt és legáció. Elv volt, hogy a lelkészek és tanárok egyenlő fizetésben részesültek. A kollégium tőkepénze 1798-ban 128 391 forintot tett ki. A tanárok heti óraszáma 10–11 volt. A tanárok a külföldiekkel élénk kapcsolatban voltak: példának okáért Hatvani professzor a bázeli teológia dékánjával levelezett a magyar nyelvű Biblia kiadatása tárgyában. A kollégium kérvényét Harring canterburyi érsek (1747–1757) karolta fel.
A harlemi zsinat (1788) atyáinak jelezték a tanárok, hogy Blasek Mihály morvaországi szuperintendenst ők képezték és bocsátották ki, illetve szentelték fel. Az első bécsi református lelkész, Faut Jánosnak, szintén a debreceni bizonyítványa volt. A pataki testvér-főiskolával szoros viszonyt ápoltak a tanárok, közvizsgákra kölcsönösen megjelentek tekintélyes követeik által. A debreceni egyház Sárvári Pál (akkor igazgató) és Budai Ézsaiás tanárokat (1796) küldte a sárospataki vizsgákra; ugyanott az 1795. júliusi közvizsgán Hunyadi Ferenc püspök és Domokos Lajos főgondnok, a debreceni közvizsgán (1797) meg Őri Fülep Gábor tiszamelléki püspök voltak jelen.
Lásd még: a A Debreceni Református Kollégium nevezetes diákjainak és tanárainak listáját

## Diákélet

### Régen

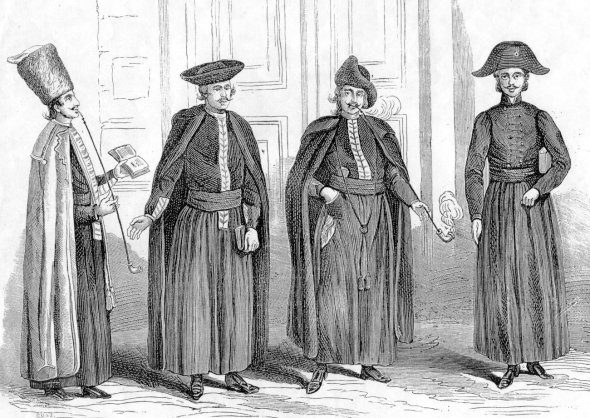
Debreceni református kollégiumi diákok egyenruhája (balról jobbra: 1624–1774, 1774-ben, 1775-ben, 1803-ban)

A kollégium eredeti egyenruhája zöld tógából és hosszú sinkóból állt. Ezt a viseletet 1775-ben megváltoztatták: az új szabályzat rókaprémes palástot írt elő magyaros gombdíszítéssel, továbbá háromszög alakú kalapot. A publicusok (a gazdagabb családok világi pályára készülő gyermekei, akik tandíjat is fizettek; elkülönítésük 1753-ban kezdődött, amikor a tanulók harmadát tették ki) eredetileg sem viseltek tógát.
A kollégium leghíresebb diáklázadását a Dobozi-féle új iskolatörvény bevezetése váltotta ki 1704-ben. A tanulók kérelmezték a reform visszavonását, ám az iskola tanácsa elvetette kérelmüket, egy engedetlenkedő diákot pedig elfogatott. Erre még nagyobb forrongás támadt, mire a tanács kizárta az engedelmeskedni nem akarókat. Összesen 105 diák hagyta el ekkor az iskolát. Nagy részük később visszatért, és ismét beiratkozott a kollégiumba.
A kollégium épületében 355 kisebb-nagyobb tanuló lakott, a második udvaron levő kisebb diákszobákat kunyhóknak (Casae tiguriolae) nevezték 1750-ben. A tantermek száma 11 volt. A bennétkezésre elsősorban a gazda (oeconomus collegii) ügyelt, előbb polgári rendből, 1797 után diákok közül választva; az ételadagot kiszolgáltató diszpenzátor, a kenyeret osztogató praebitor, az étkezők számát nyilvántartó provizor, a szolgálatot teljesítő szegény, alsóbb osztályú tanulók felügyelője pedig inspektor famulorum nevet viselt.
1816 után a diákok egyharmada a kollégium új épületében kapott szállást a korábbiaknál jobb körülmények között, a többiek azonban továbbra is azokban az apró diákkunyhókban laktak, amelyek az előző évtizedekben az iskola köré épültek.

### Napjainkban
Az államosítás nyomán létrejövő kényszerű koedukálás megváltoztatta a diákéletet a kollégiumban. Bár a rendszerváltás utáni években a Debreceni Kollégium újraindított oktatási intézményeivel minden szinten részt kíván venni az oktatásban, internátus csak a gimnáziumi és az főiskolai-egyetemi diákok számára van.
A felvételt nyert diákok a Református Kollégiummal és Debrecen városával való ismerkedést a júniusban tartott háromnapos Gólyatáborban kezdik el. A gimnáziumi diákok számára havonta legalább egy kötelezően bennmaradós hétvége van előírva, ilyenkor hitéleti vagy egyéb iskolai programokkal van kitöltve a hétvége. A fiúk internátusa a Református Kollégium épületében található, míg a leányoké az Andaházy-Szilágyi intézetben, a Poroszlay úton. A bentlakóknak szabadidejük eltöltéséhez TV-szoba, számítógépterem, tornaterem, konyha áll rendelkezésükre. Mindkét internátus (fiú és leány) használja a régi szobafőnöki rendszert. A szobafőnökök a Főapparitorokkal együtt alkotják a Sedest (a diáktanácsot), amely minden – az internátus lakót érintő – fontosabb kérdésben dönt vagy véleményt nyilvánít. A „fikáztatásnak”, a 12. évfolyam és 9. évfolyam kapcsolatának is sikerült megőrizniük a lényeges elemeit, amely nagy segítség az újonnan jöttek beilleszkedésében, valamint a végzős diákokat is felelősségre neveli. Az internátusi élet vonzó a debreceni diákok számára is. Néhányan be is költöznek az internátusba, mások csak a szilenciumokra csatlakoznak a közösséghez.
A kollégium alapításától fennmaradt az apparitori tisztség. Napjainkban internátusonként két-két főapparitor van, ők mentesülnek az étkezési díj fizetése alól. Megválasztásuk az aktuális 12. évfolyam internátusi diákjai közül történik, a szobafőnökök és a nevelők titkos szavazata alapján. A fiúinternátusban még létezik maga az apparitor tisztség is, az ő feladata az internátusi napi ügyelet, ami magába foglalja a telefonügyeletet; az idegenek és/vagy vendégek fogadását az internátusban, és az általuk keresett diák vagy tanár értesítése; a fiúinternátus rendjének biztosítása, a házirend előírt pontjainak jelzése (csengetéssel) az internátus lakói részére.
Az internátusok életében rendszeres eseményeknek számít az adventi éneklés, a kollégiumi adventi hangverseny, a mikulásozás, a kollégiumi karácsony, az Andaházy délután, a teaház, a vacsoráztatás/elsősavatás és a kollégiumi ballagás. Az internátusi élethez hozzátartoznak a kötelező tanulóórák, a szilenciumok.
A főiskolai-egyetemi diákok a következő három internátusban (mai szóhasználattal kollégiumban) vannak elszállásolva:
- a Teológiai Internátus (Kálvin tér 16.) egy 124 férőhelyes internátus az egyetemmel egy épületben, társalgóval, konyhával, mosókonyhával felszerelve várja a hallgatókat. A szobák két, három, négy személyesek, telefon- és számítógépes hálózati csatlakozással vannak ellátva.[64]
- a DRHE Kossuth Lajos III. sz. Kollégiuma (Egyetem tér 1. sz.) egy 190 férőhelyes internátus. Telefonnal, zuhanyzóval, WC-vel, hűtőszekrénnyel, beépített szekrénnyel és közös előtérrel ellátott szobák, minden szobában internet- és tévécsatlakozás, televízió, tíz programból álló ingyenes kábeltelevízió-programcsomag, szintenként közös konyha. Az épületben könyvtár, kávéház, mosoda, fénymásoló, konditerem, szolárium és szauna működik.[65]
- a Maróthi György Kollégium (Blaháné u. 15.) egy 120 férőhelyes internátus, melyben 2013. szeptember 1-jétől ideiglenesen a gimnázium fiúinternátusa kapott elhelyezést, a Debreceni Református Kollégium felújítási munkái miatt.[66]

A Debreceni Kollégium felsőoktatási intézményeiben tanuló diákságnak is fontos a HÖOK szerepe, hiszen a hallgatói önkormányzatoknak több évszázados múltja van a kollégium történetében.

## Nevezetes tanárai és diákjai
A Debreceni Református Kollégium nevezetes diákjai közé tartozik például Ady Endre, Arany János, Balog Zoltán, Csokonai Vitéz Mihály, Bölcskei Gusztáv, Kölcsey Ferenc, Móricz Zsigmond; nevezetes tanárai Gáborjáni Szabó Kálmán, Hatvani István orvosprofesszor, Maróthi György, Sinai Miklós és sokan mások.

## A tanítóképző

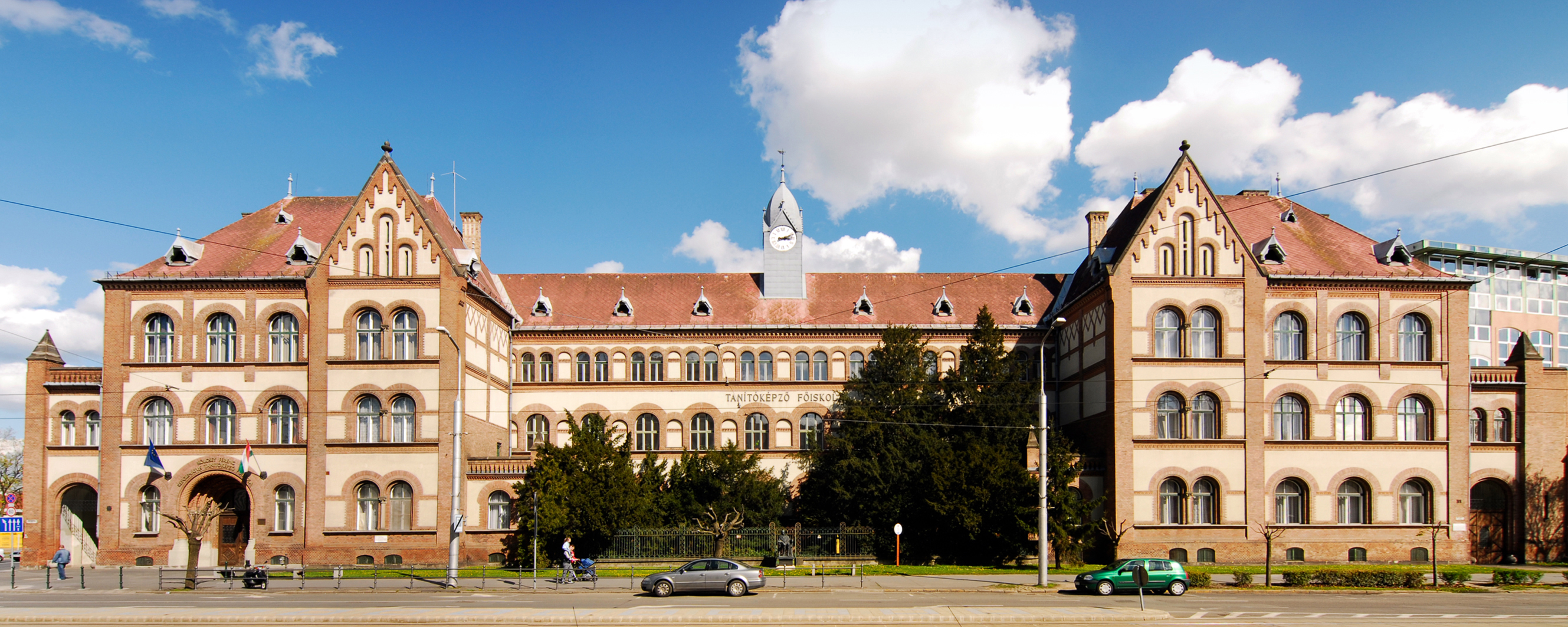
A Kölcsey Ferenc Református Tanítóképző Pétrefia utcai épülete 1992-2012 között, jelenleg újra a DRK Gimnáziumának épülete

A tanítóképző iskolát az önkormányzat alapította 1855 őszén, hogy a lelkészi, jogi és tanítói pályára készülők helyben tanulhassanak. Az új iskola már 1856-tól a kollégium függeléke volt, és képzése egyetlen évig tartott. 1866-ban a képzési idő két évre bővült, 1884-ben pedig háromra.
A bécsi kormány külön akarta választani a jogászképzést a hitéleti képzéstől. Szoboszlai Pap István mindent megtett a jogászképzés megvédésére: a felhívására 38 240 forintot adakoztak a képzés fenntartásához. 1851-ben azonban egy kormányrendelet mégis elkülönítette a jogakadémiát, kétéves képzésre berendezve, mely rendelet előírásainak az egyházkerület Szoboszlai vezetésével csak 1853 őszére tudott eleget tenni. A képzés tanmenete körül sem sikerült megegyezésre jutni: a nagyváradi helytartósági osztály követelte a német tanítási nyelv bevezetését. A további viták elkerülésére és az anyagi hiány miatt az egyházkerülett 1856-ban, Szoboszlai halála után felszámolta ezt a típusú jogászképzést.
A kerület vezérfiai Balogh Péter helyettes szuperintendens, Tisza Kálmán, Vállyi János, Lónyay Menyhért segédgondnokok voltak. Indítványukra a kerületi gyűlés 1858-ban sérelmesnek nyilvánította a kormány beavatkozását a kollégium belügyeibe, és határozatot hozott, hogy azon túl a szuperintendens és a tanári kar, a kerület meghallgatása nélkül, a kívülről jövő beavatkozásokhoz segédkezet ne nyújtson; készítsenek új tantervet, amelynek vezéreszméje az értelmiség és a hitvallásosság legyen. A Thun-féle egyházügyi Nyilt parancs (Patens) visszavonása után szabadabb kezet nyert a kerület, visszaállította 1861-ben a jogakadémiát két-, 1875 óta négyévi tanfolyammal. A teológia vagy a hittani szak szintén párhuzamosan erősödött, vele kapcsolatban maradt az egy-két megmentett bölcsészetszaki tanszék. Balogh Péter erélyes hatása következtében alapíttatott a kerület által a 4. teológiai tanszék az egyháztörténelmi, amelyet egy évig id. Révész Imre, majd lemondása után, 1866-ban Balogh Ferenc foglalt el. Révész Bálint püspök fejlesztette tovább, 1878-tól fogva segédtanárok (docensek) alkalmazásával; midőn pedig 1884-ben a református konvent megállapította a „teologiai akadémiák”-nak szervezetét, s öt teológiai tanárt nevezett ki. A kerület és a debreceni egyház közös áldozattal megalkották az ötödik teológiai tanszéket.
Az Apafi-sóalapítvány a magyar kormány hazafias döntése után szintén kedvező megoldást nyert, közbeegyezés folytán „azon igények örök megváltása fejében, melyek id. Apafi Mihály fejedelemnek 1667., 1681. és 1683. években kelt végrendeletéből származhatók”, a magyar kir. állampénztár 1885-től kezdve évenként 4000 forintnyi járandóságot szolgáltat ki a kollégiumnak, amely évtől kezdve a legrégibb két teológiai tanszék – hittani és újszövetségi – a nagy alapító emlékére az „Apafi-tanszék” nevet viseli. A hittanhallgatók száma 1888 és 1892 között következő hullámzást tünteti fel: 71, 71, 74, 75, 62. Kiépítésre várt a bölcsészeti szak. A bécsi tanügyi reform (Organisations Entwurf 1849) után kezdődő nagy fordulat a többi tanszakok rendezését tette elsőrangú szükséggé, az akadémiai tanárkar erőkifejtése és Vecsei József tanár (1836–1855) által írt emlékirat (1852. január 28.) mind hiába valónak bizonyult, az életkövetelmények más irányba terelték az elsődleges fejlődést. Másfél évtized alatt többször is tárgyaltak a kérdésről, mígnem az 1891–1892. évi református országos zsinat magáévá tette a tiszántúliak indítványát: a debreceni középiskolai tanárképzővel kapcsolatos bölcsészeti szaknak a közös erővel való felállításról döntött. Debrecen városa 1892. szeptember 29-én 200 000 forintot szavazott meg a nagy célra, a debreceni református anyaegyház 50 000 forintot.
A bölcsészeti, a jogi és a teológiai tanszék végül átkerült az 1914-ben indult Debreceni Egyetemhez, és ez 1925-ben átszervezéshez vezetett, az új nevén Tanárképző Intézet a budapesti Eötvös Collegium mintájára lett megszervezve, és abban a formájában is működött az 1952-es államosításáig.
1992-ben került vissza a Debreceni Református Kollégium keretei közé, majd 2011-ben integrálódott a Hittudományi Egyetembe.

## A Debreceni Református Kollégium hazai és külföldi kapcsolatai

### A Debreceni Református Kollégium partikulái

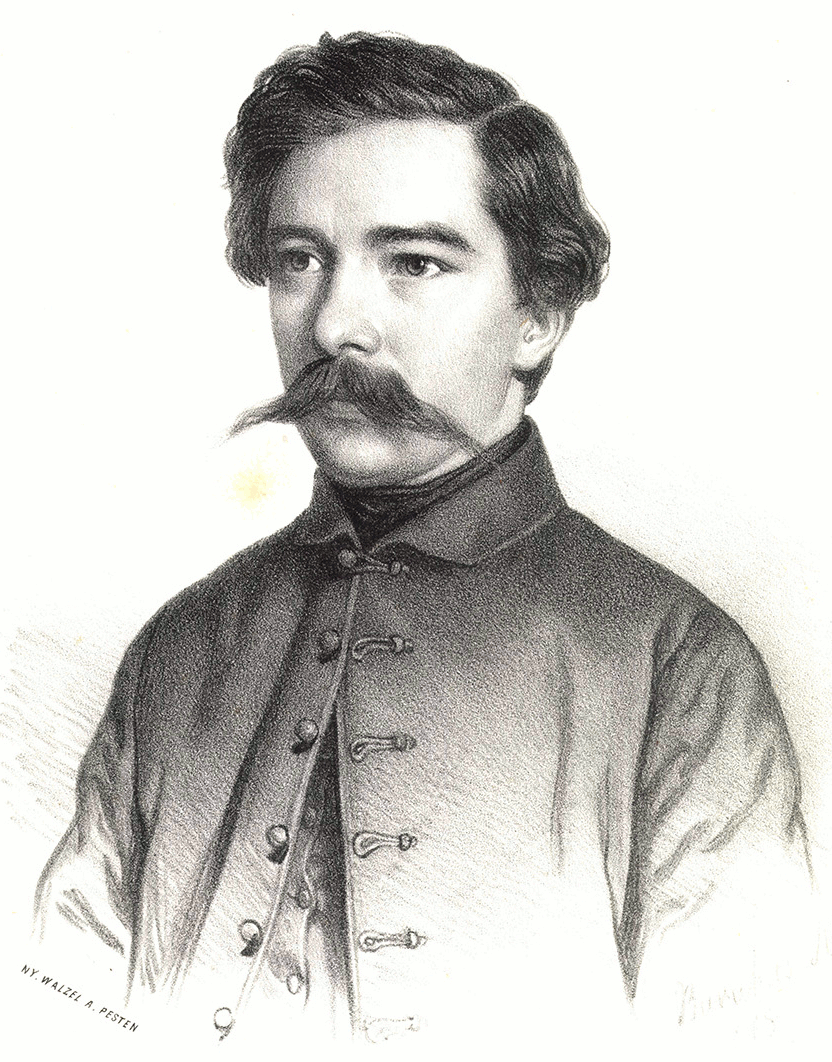
A fiatal Arany János

Az elmúlt századok során az iskolaközpontként működő Debreceni Kollégiumi vonzásában vidéki elemi és középiskolák sokasága működött. Ezeket nevezték partikuláknak (a latin partikula szó jelentése: részecske). Az anyaiskola és a partikulák élete szorosan összekapcsolódott. Ezek a vidéki fiókintézmények az anyaiskolától kapták tanítóikat (rektornak, esetleg préceptornak nevezték őket). Tantervük, tananyaguk és tankönyveik is közösek voltak, ezek biztosították a szellemi közösséget. A partikulák, amellett, hogy a kollégium kiválóbb diákjainak két-három évre munkát biztosítottak, az anyaiskola diákutánpótlásáról is gondoskodtak, hiszen a vidéki rektorok igyekeztek Debrecenbe küldeni legkiválóbb növendékeiket. Arany János esete szépen példázza a partikuláris iskolarendszer működését. A nagyszalontai iskola csak elemi és középiskolai tagozatokkal rendelkezett, így került későbbi a költő 1833 őszén Debrecenbe tótágus diáknak. Itteni tanulmányait egy évre megszakította, és a kollégium egy másik partikulájában, Kisújszálláson vállalt rektorságot (1834–1835), hogy a további tanulmányainak költségeit megkeresse. Ezután visszatért Debrecenbe, majd 1836-ban vándorszínészekhez szegődve távozott. Másfél évtizeddel később, az önkényuralom éveiben Nagykőrösön lett gimnáziumi tanár. Ez az iskola is debreceni partikula volt, s bár a partikuláris iskolarendszer a szabadságharc után felbomlott, Arany odakerülésekor még intenzíven éltek a debreceni kapcsolatok. Arany János tehát négy református iskolával került kapcsolatba élete során, s a partikuláris iskolarendszer révén mindegyikben ugyanazzal a szellemiséggel találkozott.
Debrecen partikuláinak száma 1660 után növekedett meg, hiszen a török pusztítása után nemcsak a váradi kollégium olvadt a debrecenibe, hanem annak korábbi partikulái is Debrecenhez csatlakoztak. A debreceni partikulák többsége a Tiszántúlon feküdt (Békés, Hódmezővásárhely), de voltak partikulák a Dunántúlon (Csurgó), sőt még a Szerémségben is. A Debreceni Kollégiumnak a 18. század folyamán negyven megyében összesen 584 partikulája volt. Ez a szám mutatja, hogy a Debreceni Kollégium körül valóban egy kiterjedt iskolahálózat működött. 1823-ban például a Debreceni Kollégium az alábbi települések református iskoláiba rendelt ki új rektort vagy préceptort: Asszonyvására, Balmazújváros, Báránd, Berettyóújfalu, Beregböszörmény, Békés, Bihar, Derecske, Dévaványa, Érmihályfalva, Földes, Füzesgyarmat, Gyoma, Hadház, Hajdúböszörmény, Hódmezővásárhely, Kaba, Karcag, Kismarja, Kisújszállás, Köröstarcsa, Kunhegyes, Madaras, Makó, Margita, Mezőkeresztes, Mezőtúr, Nádudvar, Nagykálló, Nánás, Ottomány, Püspöki, Püspökladány, Szalacs, Szalonta, Szentes, Szentmihály, Szeghalom, Szoboszló, Tiszafüred, Törökszentmiklós, Túrkeve, Udvari, Vésztő.
A Debreceni Kollégiumnak az évszázadok folyamán egynéhány partikulával a többinél erősebb kapcsolata alakult ki, például a Váradi Kollégiummal. Ezt az iskolát 1557-ben a tordai országgyűlés hozta létre. Hamarosan kollégiumi rangra emelkedett, majd a török 1660-as pusztításai nyomán diákjai Martonfalvi György professzor vezetésével Debrecenbe menekültek. Történetileg nézve tehát a két kollégium összeolvadt. A váradi iskola nem nyerte vissza soha többé kollégiumi rangját, de a Debreceni Kollégium partikulájaként iskolája újraszerveződött, és a 18. század közepén már újra volt középfokú református oktatás Váradon. Ugyancsak intenzív kapcsolata volt Debrecennek a szikszói partikulájával. Az ottani református iskolát a 16. században Dévai Bíró Mátyás reformátor alapította. A kollégium partikulájaként a 18. század végén már szinte önálló kollégiumi rangra emelkedett, mivel rektorait ekkor már professzornak nevezték. A kapcsolatok intenzitását jelzi, hogy a Debreceni Kollégiumnak Szikszón saját szőlője és mészárszéke is volt, amelyeket 1842-ben a helyi egyházközség vett át.
Az évszázadok folyamán a debreceninél kisebb jelentőségű partikuláris központtá vált még Sárospatak, Pápa, Szatmár, Nagybánya, Kecskemét, Mezőtúr és Kiskunhalas református iskolája is. Az erdélyi református kollégiumok (Kolozsvár, Nagyenyed, Székelyudvarhely) és az evangélikus iskolák csak elszórtan éltek ezzel a pedagógiai gyakorlattal, a katolikus iskolák pedig nem ismerték.
A szabadságharc bukása után bevezetett osztrák tanügyi reform, az Entwurf 1849 minden iskolatípus számára szakképzett tanerő alkalmazását írta elő. Ez a rendelet megpecsételte a partikuláris iskolarendszer sorsát, de a Debreceni Kollégium és egyes partikulái között a szellemi kapcsolat egészen az iskolák államosításáig, 1948-ig erős maradt. Az egykori tiszántúli partikulák többsége ugyanis továbbra is Debrecenben végzett tanítókat és tanárokat alkalmazott, ott megjelenő tankönyveket használt, s a továbbtanulás iránya is jórészt Debrecen maradt. Az egykori kapcsolatok az utóbbi évtizedekben a Kántus-kiszállásokra és egyéb műsoros gyülekezeti kiszállásokra korlátozódtak. Új tapasztalat, amely az egykori partikuláris kapcsolatokra emlékeztet az, hogy az elmúlt években a Tiszántúlon újraindított református általános iskolák diákjai (Törökszentmiklós, Túrkeve, Kisújszállás, Dévaványa, Kunhegyes, Kunmadaras, Karcag) mind nagyobb számban kívánnak a Debreceni Kollégium Gimnáziumában továbbtanulni.

### A Debreceni Református Kollégium erdélyi kapcsolatai
1555-ben Debrecen városa behódolt a töröknek, és ezzel a lépéssel az Erdélyi Fejedelemség fennhatósága alá került, mivel a törökök felé csak adófizetési kötelezettsége volt, államközösségben soha nem élt vele. A 17. század elejétől az erdélyi fejedelmek Bocskai Istvántól kezdve református főurak voltak (Bethlen Gábor, I. Rákóczi György, II. Rákóczi György, Apafi Mihály), akik Debrecent fontos gazdasági és kulturális tényezőként kezelték, és ennek megfelelően támogatták a Debreceni Kollégiumot is.
Az első fejedelmi alapítvány Bocskai István nevéhez fűződik, aki 1606-ban kelt végrendeletében komoly támogatást hagyott a Debreceni Kollégiumnak. Báthory Gábor 1609-ben a szepesi puszta dézsmáját hagyta a kollégiumra, mely adományt Bethlen Gábor megerősített és készpénztámogatással ki is egészített. Kemény János özvegye, Lónyay Anna, Rhédey Ferenc váradi főkapitány és I. Apafi Mihály fejedelem az 1660-as években a Debreceni Kollégium javára egyöntetűen lemondtak a Bihar megyei Szentimre egyházi tizedéről. De a támogatók sorában megtaláljuk még Zólyomi Dávid udvari lovassági főkapitányt és Zólyomi Miklós, Hunyad és Záránd megye főispánját is.
A református iskoláknak szánt fejedelmi adományok közül a sójuttatás volt a legjelentősebb. A Debreceni Kollégiumon kívül részesült belőle még a kolozsvári kollégium és a 17. század végén Gyulafehérvárra, majd Marosvásárhelyre menekülő sárospataki iskola is. Debrecenbe az első nagyobb sóadomány 1626-ban I. Rákóczi György juttatott. Ennek jövedelméből jött létre a kollégium második tanszéke. Ezt az adományt a későbbi fejedelmek megerősítették, sőt I. Apafi Mihály az 1660-as évek elején többször is növelte mértékét.
Mindenképpen szembetűnő, hogy a fejedelmi támogatások mértéke akkor növekedett meg jelentősen, amikor a fejedelemség II. Rákóczi György 1658-as lengyelországi hadjárata után hanyatlásnak indult. Ennek okát a debreceni és váradi iskola kényszerű összeolvadásában kereshetjük. Miután a török 1660-ban feldúlta Váradot, az ottani református iskola Martonfalvi Tóth György professzor vezetésével a csodával határos módon épen maradt Debrecenben talált menedéket. A fejedelmi és főúri támogatások nélkül a debreceni iskola a megnövekedett kiadások miatt összeroppant volna. Ezek segítségével azonban a század végén még bővülni is tudott, és Martonfalvi számára létrehozta a harmadik tanszéket.

A Szent András-templom és a Verestorony az 1700-as években

A kollégium és Erdély kapcsolata a 17. században olyan erős volt, hogy annak szellemi és tárgyi emlékei újra meg újra átszövik a kollégium történetét. A teológus diákok ünnepi legációjának hagyománya, amelyet jövedelmezősége és lelki haszna miatt a többi hazai református főiskola is magáévá tett, ismereteink szerint Zólyomi Dávid említett alapítványa révén jött létre 1630-ban, aki támogatása fejében karácsonykor, húsvétkor és pünkösdkor debreceni diákokat fogadott birtokán ünnepi követekként. A debreceni főiskola diákjainak egykori és jelenlegi (csak ünnepi alkalmakkor használt) tógája a fejedelemség színeit idéző sárga paszományos zöld posztószűrt Rákóczi György főúr (a későbbi fejedelem) rendelte 1624-ben támogatása fejében. Ugyanő adományozta a városnak az 50 mázsás Rákóczi-harangot. Ennek elhelyezésére épült egykor a templom szomszédságában a Verestorony, amelyet a külső vöröstéglás megjelenése nyomán a városbeliek csakhamar Verestemplomnak kereszteltek el. Az épület 1802-ben tűz martaléka lett, de az újraöntött harang ma is látható és hallható a Nagytemplom nyugati tornyában. A régi harang egyik darabjából öntötték a kollégium mai csengőjét, a régi harang fejedelmi címeres darabját pedig az Oratórium őrzi.
Debrecen kiművelt emberfőkkel hálálta meg az erdélyi fejedelmek támogatását. A 17. század folyamán számos „Transylvanus” előnevű diák tűnik föl a beiratkozott diákok névsorában. Közöttük találjuk többek között Szenczi Molnár Albert zsoltárfordítót, aki több évtizedes németországi tanulmányútja után Bethlen Gábor meghívására Kolozsváron telepedett le; Bojthi Veres Gáspárt, a fejedelem történetíróját; Csulai György, Pelsőczi János, Kovásznai Péter és Keserüi Dajka János erdélyi püspököket; Enyedi János nagyenyedi orvosprofesszort; ifj. Köleséri Sámuel orvost, az erdélyi bányák főfelügyelőjét és olyan kiváló prédikátorok egész sorát, mint Medgyesi Pál, Szatmárnémeti Mihály, Szőnyi Nagy István, Pápai Páriz Imre vagy Nádudvari Péter.
A 18. század elején az erdélyi főúri támogatások megcsappanásával az onnan érkező diákok száma is csökkent. Az erdélyi kollégiumok újbóli megerősödése után a Királyhágón túli terület egyre kevésbé volt ráutalva Debrecen gyámkodására, így a század közepétől már csak elvétve fordult meg itt erdélyi diák. Más volt a helyzet a Partiumban. Ez a terület egészen Trianonig a Debreceni Kollégiumot tekintette anyaiskolájának. Itt 17–18. század folyamán nagy számban jöttek létre debreceni partikulák. A Debreceni Kollégium legkeletibb partikulái Zilah, Nagybánya és Felsőbánya környékén működtek. Erről a környékről érkezett Debrecenbe Kölcsey Ferenc, Arany János és Ady Endre is. Utóbbiak ezt megelőzően egykori debreceni partikulákban nevelkedek (Nagyszalontán, illetve Zilahon).
A Debreceni Kollégium a megváltozott történelmi helyzetben sem felejtette el, amit az előző századokban Erdélytől kapott, és ennek debreceni tanárok a 19–20. században is többször jelét adták. Imre Sándor, a magyar nyelv és irodalom debreceni professzora 1872-ben az újonnan alapított kolozsvári egyetem katedrájára távozott, mivel úgy érezte, Debrecent a múltbeli kapcsolatok segítségnyújtásra kötelezik. Trianon után fordult a helyzet: az Erdélyt elhagyó Makkai Sándor kolozsvári püspököt, regényírót, a debreceni teológia várta katedrával. Nem sokkal később, 1941–1944 között viszont több debreceni tanár települt Erdélybe, hogy az ottani magyar iskolák szellemi megerősítésében részt vegyen: Molnár Pál Máramarosszigetre, Ványa János Sepsiszentgyörgyre, Tóth Béla Székelyudvarhelyre került. Utóbbi mint kiválóan képzett irodalmár bekapcsolódott Erdély irodalmi életébe is, s a sors különös kegyelme folytán az akkor Udvarhelyen tanuló Kányádi Sándor magyartanára lett. Az összefonódás máig él, hiszen ha az egészen közeli múlt eseményeit szemügyre vesszük, az sem egészen véletlen, hogy 1989. december 25-én, a romániai forradalom idején, a Kollégiumi Kántus előadásában szólalhatott meg a Magyar Rádióban Birtalan József azóta népszerűvé vált kórusműve a Templom és iskola. Ezt a művét a marosvásárhelyi zeneszerző Reményik Sándor ismert versére komponálta, s a Kollégiumi Kántusnak ajánlotta.
A Debreceni Kollégium és az erdélyi magyar irodalom kapcsolatát illetően különös figyelmet érdemel Szombati-Szabó István (1888–1934) alakja. Szombati-Szabó Debrecenben született, a Kollégium Gimnáziumába járt, majd a Teológiai Akadémián szerzett lelkészi oklevelet. A modernség iránti érzékenysége, kiváló formaérzéke, a „debreceniség” meghatározó elemeként ismert bibliás-zsoltáros-profetikus költői hangja már diákkori verseiben is szembetűnő. 1909–1910-ben a Debreceni Főiskolai Lapok szerkesztőjeként határozottan kiállt Ady és a nyugatos írók mellett. Trianon után a dél-erdélyi magyar reformátusság egyik szórványlelkészeként gigantikus küzdelmet folytatott a népművelés területén. Bár az erdélyi magyar irodalmi központoktól meglehetősen távol élt (Resicabánya, Lugos), lehetőségeihez képest mégis igyekezett bekapcsolódni a magyar irodalmi társaságok munkájába. Sajátos debrecenies költői hangját élete végéig megőrizte.
A szocialista diktatúra terméketlen évtizedei után, az elmúlt időszakban ismét megerősödtek a Debreceni Kollégium és Erdély kapcsolatai. A Kollégiumi Kántus többször járt erdélyi református gyülekezetekben, a kolozsvári és a debreceni teológia között szoros szakmai kapcsolat jött létre. Ugyanakkor a Kollégium Gimnáziuma is több erdélyi iskolával teremtett testvériskolai kapcsolatot (Nagyenyed, Kolozsvár, Kézdivásárhely, Székelyudvarhely). Az elmúlt években az erdélyi magyar szellemi élet számos kiváló képviselője tartott előadást a Debreceni Kollégium különböző rendezvényein (Tonk Sándor, Lászlóffy Aladár, Visky András, Kántor Lajos, Dávid Gyula). Kolozsvár, Borberek és Pécs után 2003-ban a Debreceni Kollégium rendezte meg a IV. Reményik Sándor irodalmi konferenciát. A debreceni kollégiumi székhelyű Országos Református Tanáregyesület pedig 2004-ben Kolozsvárott rendezett Szabó Dezső-konferenciát.
Van Erdély és a Debreceni Kollégium kapcsolatának még egy fontos mozzanata. Kolozsvár főterének egyik ékességét, a Rhédey-házat, egykori birtokosa, báró Horváth-Inczédi Ödönné gróf Rhédey Johanna 1911-ben végrendeletileg a Debreceni Kollégiumra hagyta az akkori New York szállodával (ma Continental Szálló) együtt. A Rhédey-ház a visszaszolgáltatások nyomán ma is a Debreceni Kollégium tulajdonát képezi. Az épület kiemelkedő szerepet játszott Erdély művelődésében, első emeleti tánctermében tartotta előadásait 1792-ben az első kolozsvári magyar színház. A Rhédey-palota ma bérházként működik, Jókai utcai szárnyának földszintjén üzletekkel. Bevételéből a Debreceni Kollégium erdélyi református iskolákat, kulturális rendezvényeket és kiadványokat támogat. 2000 óta a Rhédey-házban van az Erdélyi Múzeum-Egyesület székhelye. Az Egyesület keretében 2002-ben itt nyílt meg a Szabó T. Attila Nyelvtudományi Intézet.
A Debreceni Kollégium az Erdéllyel való évszázados kapcsolat legfőbb tanulságaként azt tartja, hogy az elődeink még tudták:
egy közösség számára a legtávlatosabb és leggyümölcsözőbb befektetés az iskolák bőkezű támogatása.

### A vidéki adománygyűjtés lehetőségei
A debreceni diákság a 19. század közepéig, de részben még ezt követően is önellátásra rendezkedett be, azaz élelmezéséről maga gondoskodott. Az adománygyűjtés az idők folyamán három alapvető szervezett formája alakult ki: a kápsálás, a szupplikálás (mindkét szó kéregetést jelent latinul) és a legáció.
A kápsálás őszi alamizsnagyűjtést jelentett a debreceni és a környékbeli gazdáknál. A szolgadiákok maguk gyűjtötték össze a nekik szánt pénz- és terményadományokat, tótágus diákok felügyelete mellett. Ilyen alkalommal a legszegényebb lakos is hozzájárult a diákok fenntartásához. Az 1891-es kápsáláskor 864 forint 44 krajcárt gyűjtöttek, és a terménybeliek értéke 100–200 forint között volt.
A szupplikálás országos mértékben és szervezettebb keretek között folyó adománygyűjtést jelentett. A diákköztársaság, a Coetus, a nyári szünidőkben felkeresendő távolabbi területeket körzetekre (spárták) osztotta, s a diákok csoportosan járták be évente szinte az egész országot. Az ilyen adománygyűjtő utak fő iránya a partikuláris helyekhez kapcsolódott, és ezek alkalmával a tótágus diákok már a leendő munkahelyüket is kiszemelhették. Az adománygyűjtés eme formáját más református kollégiumok is gyakorolták. A szupplikációt az 1891–1892-es zsinat törölte el, de a második világháború utáni szűkös időkben néhány évre újjáéledt a Debreceni Kollégium összes oktatási intézményében. Természetbeli juttatásokat a Debreceni Kollégium (különösen a Tápintézet) református gyülekezetektől még a szocializmus évtizedeiben is kapott.
A kápsáló és szupplikáló diákok a támogatókat köszöntő versekkel, zsoltárokkal, dicséretekkel esetleg prédikációval honorálták.
A legáció (a szó jelentése: követség) az adománygyűjtés és templomi szolgálat gyakorlati összekapcsolódása volt. Zólyomi Dávid háromszéki kapitány 1630-ban kelt adománylevele szerint az erdélyi főúr elvárta, hogy a Debreceni Kollégium diákjai sátoros ünnepeken (karácsony, húsvét, pünkösd) ünnepi követségbe utazzanak birtokára. A hagyomány szerint ezek a követségi utak tekinthetőek a legáció kezdetének.
Az évszázadok során a legációnak külön hagyományrendszere alakult ki. Követségbe csak oda lehetett menni, ahová meghívást kapott a Debreceni Kollégium. A gyülekezetek négy körzetben helyezkedtek el: Legatio Transdanubiana (dunántúli), Legatio Sylvaniana (szilágysági), Legatio barovinensis (baranyai) és Legatio Marmatica (máramarosi), mely négy kerületben – a legátusnévsorok (Series Legationum) szerint – a 18. század elején 19 vármegye 236 gyülekezetét érintette. Legációba csak a tótágus diákok, mai értelemben főiskolások vagy egyetemisták mehettek. A 20. század első felében szükség esetén jogászokat, bölcsészeket, sőt idősebb gimnazistákat is kiküldött a Debreceni Kollégium a fennmaradt helyekre.
Mivel a gyülekezettől kapott adomány – a legátum – egy része személyesen a legátust illette meg, és csak a másik részével kellett elszámolnia, előbb a Coetus pénztára, később a kiküldő intézmény felé, a legációs helyek szétosztását az elekció (választás) alkalmával az ifjúság nagyon körültekintően végezte. Figyelembe vették az életkort, a tanulmányi eredményeket és magaviseletet. Az elekció eredményét a professzori karnak is meg kellett erősítenie minden esetben (konfirmáció).
A legáció hagyománya ma is él, a lelkészi pályára készülő debreceni diákok számára ma is ez az egyik legjelentősebb diákkori szolgálati lehetőség.

### A debreceni diákok külföldi egyetemjárása (peregrináció)
A magyar református kollégiumok akadémiai (főiskolai) tagozatai európai értelemben sosem emelkedtek egyetemi rangra, így évszázadokon keresztül kiemelt szerepet játszott történetükben a peregrináció (a szó jelentése: utazás, vándorlás), azaz a külföldi egyetemjárás gyakorlata. A református kollégiumok legtehetségesebb diákjai nyugat-európai protestáns egyetemeken fejlesztették tovább itthon szerzett ismereteiket. Nem volt ez másként Debrecenben sem.
A debreceni diákok külföldi egyetemjárása jelentős mértékben hozzájárult évszázadokon át a hazai értelmiség képzéséhez, és mivel a Debreceni Kollégiumnak csak hazai földön iskolázott professzora a régi időkben nemigen akadt, folyamatosan biztosította az iskola európai nyitottságát is. A Debreceni Kollégium már alapítása pillanatában szorosan kapcsolódott Európa protestáns egyetemeihez. Első rektorai a 16. század elején Wittenbergben Luther és Melanchthon közvetlen tanítványai voltak. Thuri Mátyás, aki 1572–1575 között volt debreceni rektor, wittenbergi tanulmányai után a svájci reformáció központját, Genfet is fölkereste.
A 16–17. század fordulóján a magyar peregrináció fő célpontja a németországi Heidelberg egyeteme volt. 1595–1621 között 173 magyar diák fordult meg itt, és közülük 48 Debrecenből érkezett. A városka pusztulása után (1622) a magyar diákok elsősorban Odera-Frankfurt, Bréma és Marburg egyetemeit látogatták. Az 1620-as évektől megváltozott a tendencia, egyre népszerűbbé váltak a németalföldi (Leiden, Utrecht, Groningen, Franeker) és az angol (Oxford, Cambridge) egyetemek. A franekeri egyetemen tanító Amesius és Coccejus hatására ismerkedtek meg a debreceni peregrinusok a puritanizmus szellemiségével. Ez a szellemi mozgalom a személyesebb kegyességi élet, a demokratikusabb egyházkormányzás és az egyház szociális elkötelezettségének előmozdítója volt a 17. század második felében.
A 18. század első felének debreceni diákjai a holland és angol egyetemek mellett gyakran a svájci Zürichbe, Bernbe vagy Bázelbe is ellátogattak. Itt szerezte természettudományos, zenei és pedagógiai képzését, műveltségét Maróthi György, a Kántust megalapító debreceni professzor. De ugyanott tanult Hatvani István teológiát és orvostudományt. A századforduló kedvelt peregrinációs célpontja a németországi Göttingen lett: a debreceni professzorok közül itt végezte tanulmányait Sárvári Pál, Budai Ézsaiás és Péczely József. A 19. század első felében egyre több debreceni diák kereste föl Göttingen mellett Berlint és Bécset is. Utóbbi város egyetemén tanult a reformkor két kiemelkedő debreceni pedagógiai alakja, Kerekes Ferenc és Zákány József. Berlinben gyarapította ismereteit a Református Kollégium utolsó polihisztor professzora, a 19. század derekán működő Lugossy József, valamint a századvég kiváló gimnáziumi földrajztanára, az Afrika-kutató Kovács János.
A 19. század második felében a peregrináció fő iránya újra az angolszász világ felé fordult. Balogh Ferenc debreceni teológiai professzor Skóciában ismerkedett meg az ébredési teológiával, és annak első jeles hazai képviselője lett. Ez az irányzat a teológiai liberalizmus térhódítása után az evangéliumi gyökerekhez való visszatérést és a személyes hitélet fontosságát hangsúlyozta.
A 20. század első felében a debreceni diákok eddig említett szinte valamennyi egyetemet látogatták. De mindezek mellett eljutottak Amerikába is. Az 1950-es és 1960-as években a magyar diákok külföldi egyetemjárása szinte teljesen szünetelt, az utóbbi évtizedekben azonban a Debreceni Kollégium teológus diákjai körében újra kiteljesedőben van.
A külföldi tanulmányok minden időben komoly anyagi áldozatokkal jártak. A kollégium történetének első századaiban a Coetus pénztára mellett Debrecen városa és annak tehetősebb polgárai – mint egyéni pártfogók – támogatták a peregrinációt. Az is megtörtént azonban, hogy a tanulmányait Debrecenben befejező diák egynéhány évre lelkészi vagy tanítói hivatalt vállalt, hogy külföldi tanulmányainak költségeit megkeresse (ezt a tevékenységet nevezték academica promotiónak). A peregrináció gyakorlata ma is él Debrecenben, manapság számos külföldi alapítvány és egyházi segélyszervezet támogatja a Debreceni Kollégium teológus diákjainak külföldi tanulmányait. Újabban a Debreceni Kollégium gimnáziumai is rendelkeznek diák- és tanárcserére épülő német, holland és svájci középiskolai kapcsolatokkal, ezek azonban lényegesen különböznek a korábbi századok peregrinációs gyakorlatától, mivel elsősorban nyelvtanulási célokat szolgálnak.

## A Debreceni Református Kollégium szerepe a magyar irodalomban
A Debreceni Református Kollégium ezernyi szállal kapcsolódik az elmúlt fél évezred magyar szellemi kultúrájához. Tanulmányok sora méltatja, hogy nagymértékben a Debreceni Kollégiumnak köszönhető a teológiai, a természettudományos, a bölcseleti, vagy a politikai gondolkodásunk. Mindent egybevetve azonban úgy tűnik, a kollégiumnak a teológia mellett az irodalommal voltak legszorosabbak a kapcsolatai. Tény, hogy a Debreceni Kollégium annyi jeles írót és költőt bocsátott útjára, mint egyetlen más hazai intézmény sem. A diákok között megtalálható volt (a teljesség igénye nélkül) Arany János, Kazinczy Ferenc, Csokonai Vitéz Mihály, Fazekas Mihály, Ady Endre és Szabó Lőrinc.

## Gyűjteményei

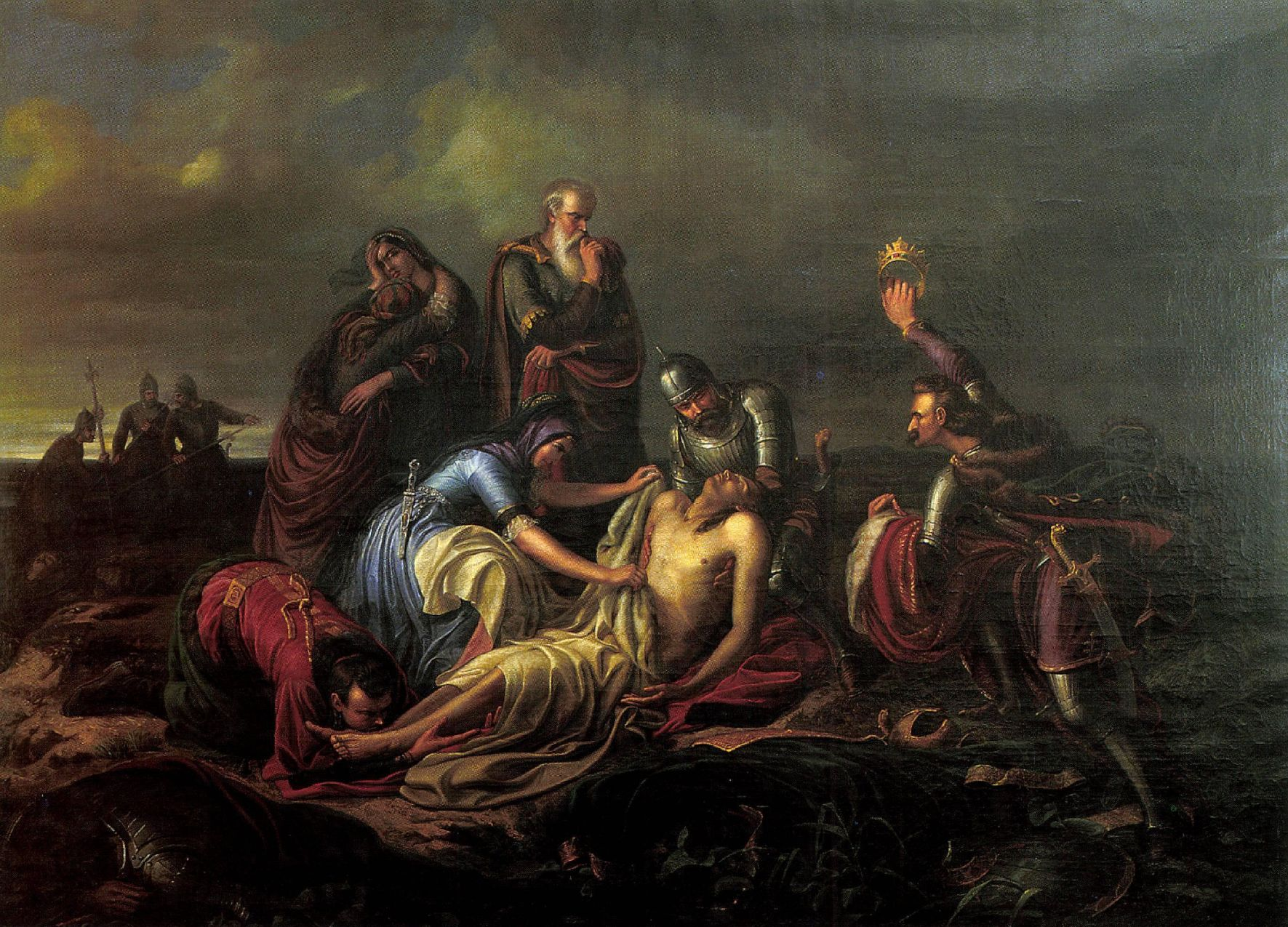
Orlai: II. Lajos király holttestének megtalálása a Csele patakban (1851). A kép a Kollégium Nagykönyvtárában látható

- Régészeti és néprajzi gyűjteményének alapját a Kempf-féle ausztráliai néprajzi tárgyak képezik.
- Az évszázadokon át folyamatosan bővített természetrajzi gyűjtemény mára már több tízezer darabot számlál.
- A kollégium könyvtára jelenleg Magyarország legnagyobb egyházi jellegű könyvgyűjteménye: 560 000 dokumentuma[42] között 35 000 kéziratot és 30 kódexet, 150 ősnyomtatványt és több mint 1600 régi magyar nyomtatványt őriz. Bibliagyűjteményében a Szentírás 250 nyelven található meg. A Vizsolyi Bibliából két teljes és egy csonka példánnyal rendelkezik.[42] Köteteinek egy részét külföldi egyetemet járt diákok hozták haza, hogy ezzel gyarapítsák a gyűjteményt.
- A Szőnyi Pál Ásványgyűjtemény 33 000 darabból álló gyűjtemény.[97]

## A Debreceni Református Kollégium jelene
A Debreceni Református Kollégiumot az intézmények igazgatóiból álló Igazgatótanács irányítja, amelynek elnöke a Hittudományi Egyetem mindenkori rektora. A Kollégiumi Titkárság szervezi a mindennapi munkát, a gazdasági ügyeket pedig a Tiszántúli Egyházkerület és Debreceni Református Kollégium Gazdasági Hivatala intézi.

## Galéria
A Debreceni Református Kollégium képekben:

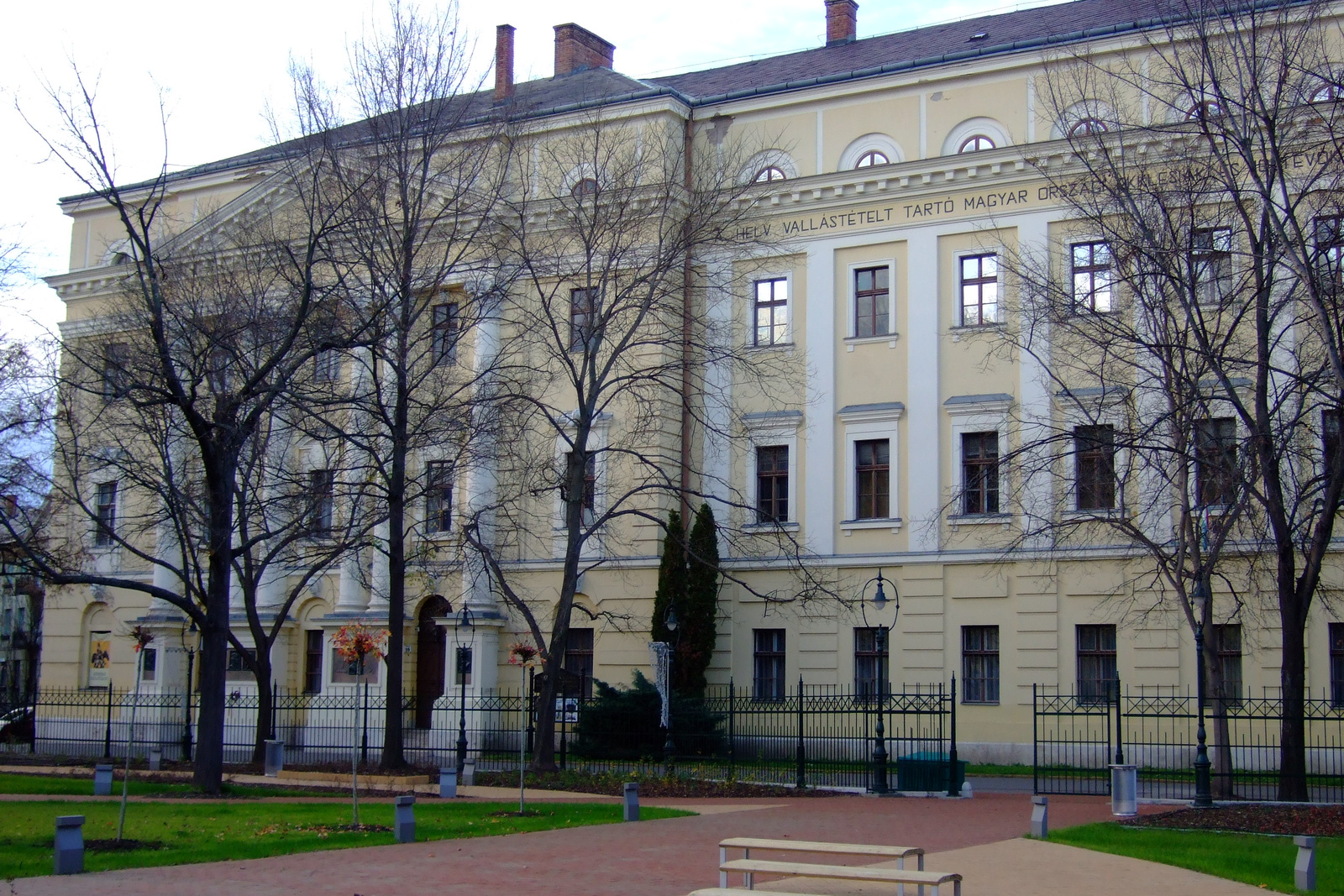
A kollégium Péchy-féle frontja
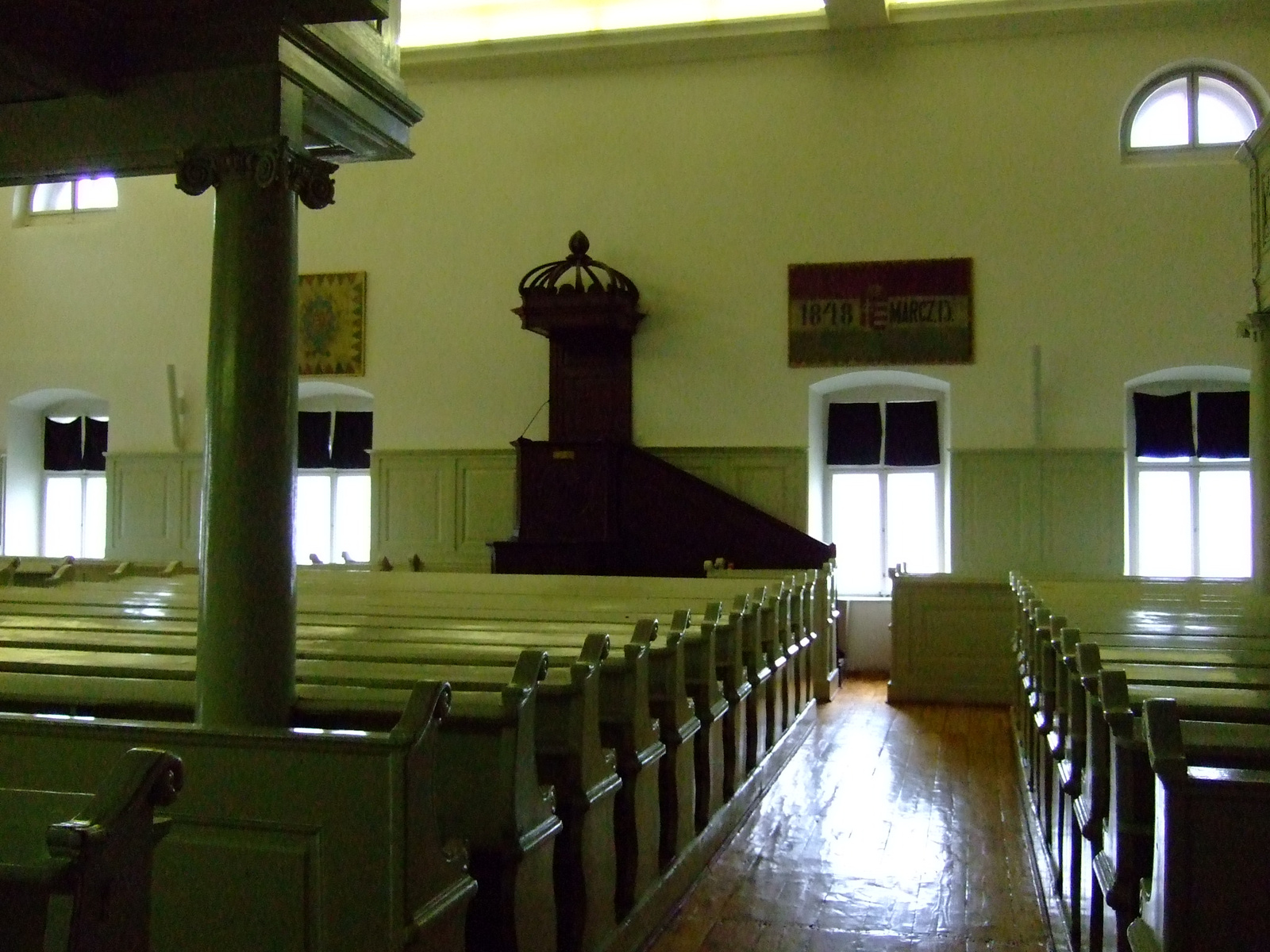
A kollégium Oratóriuma
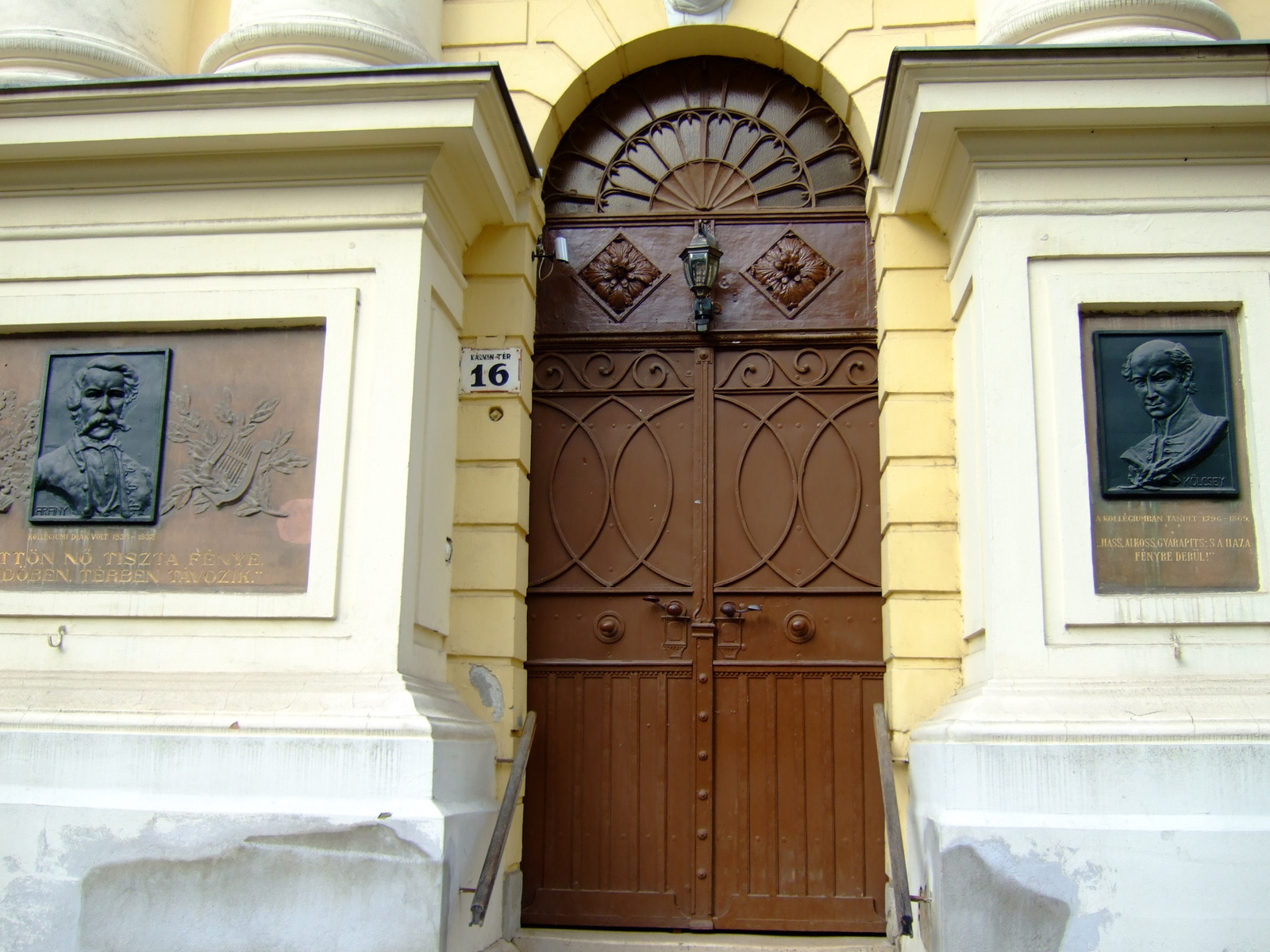
A kollégium főbejárata
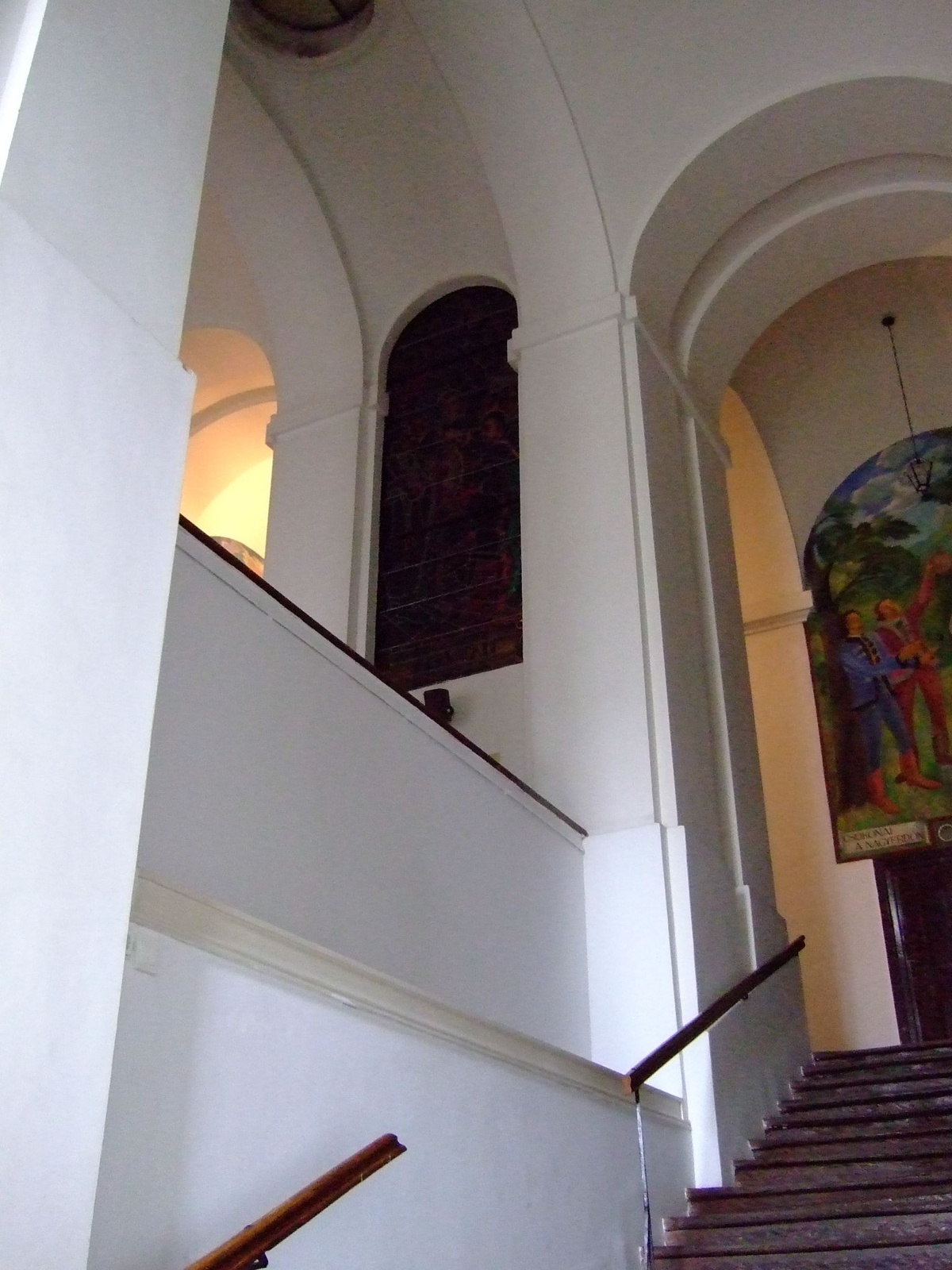
A kollégium fő-lépcsőháza
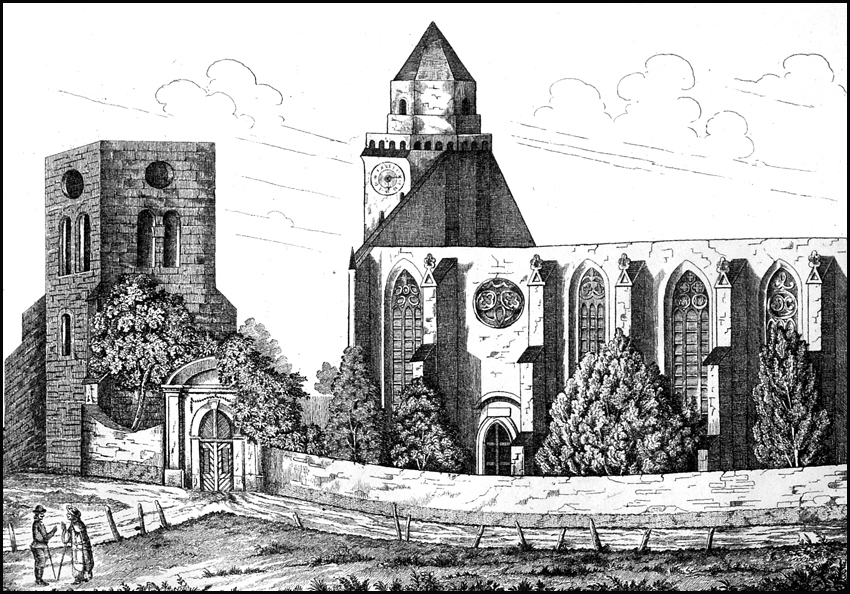
A Szent András-templom és a Verestorony a 17. században
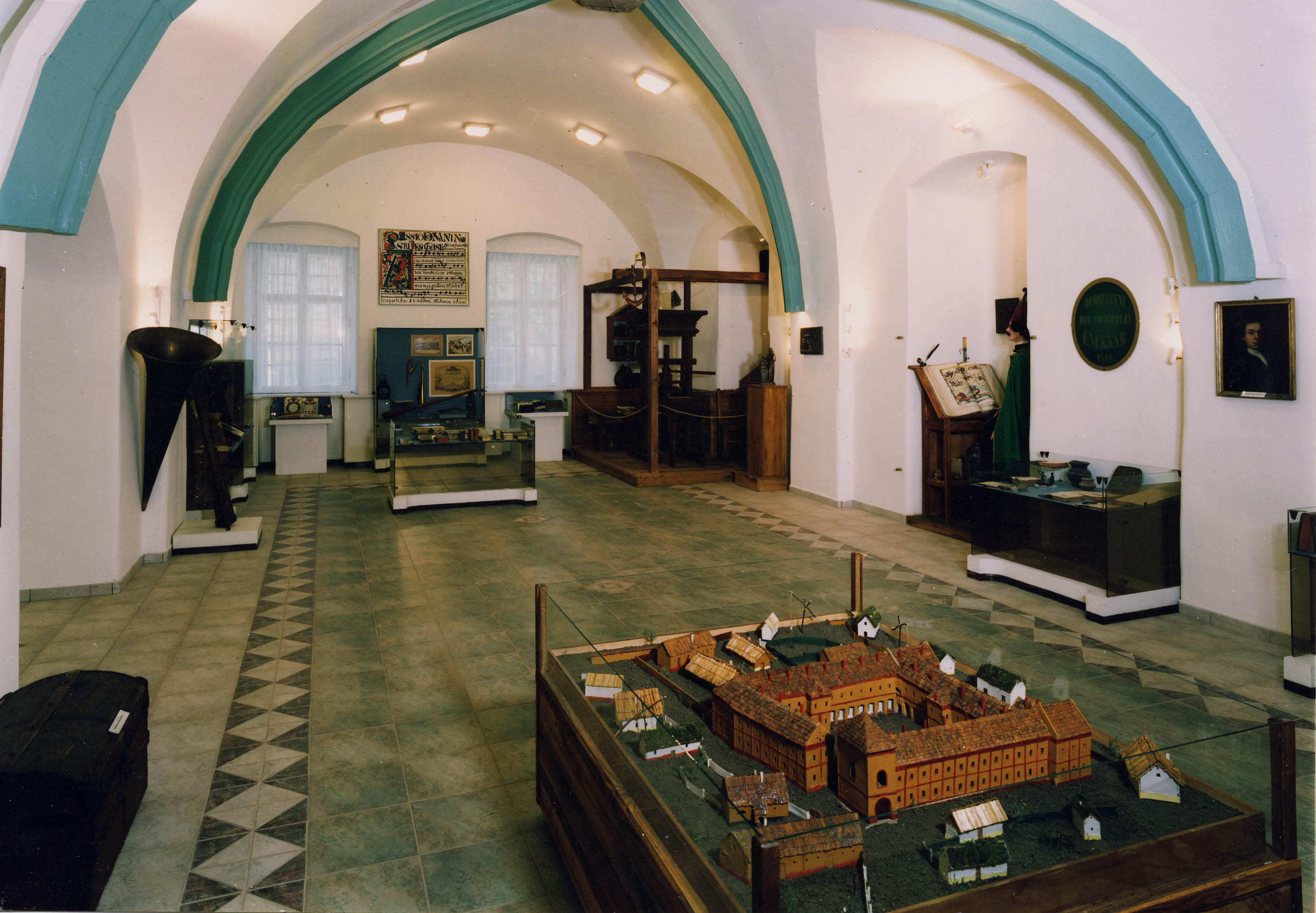
Az Iskolatörténeti Múzeum egyik terme
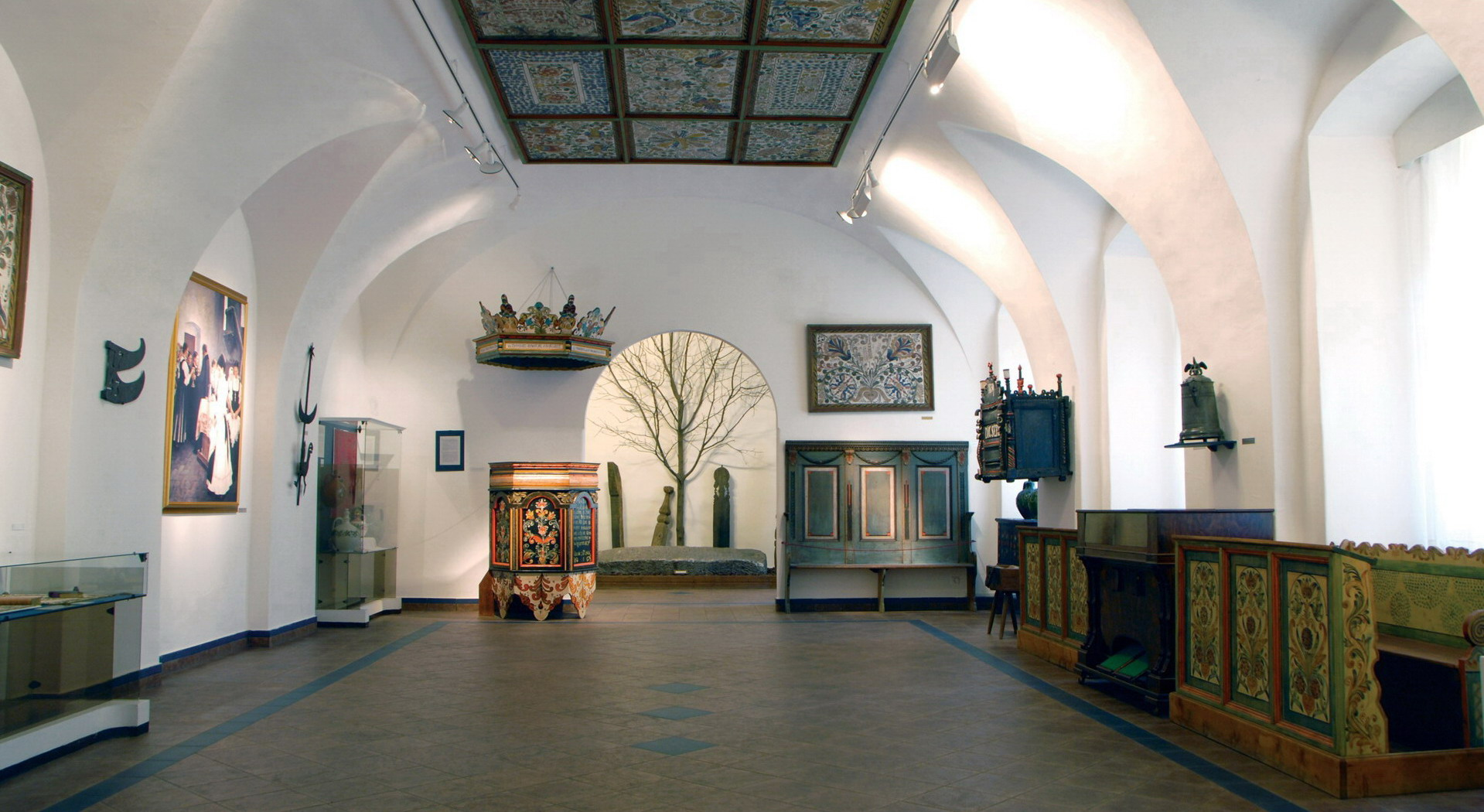
Az Egyháztörténeti Múzeum egyik terme
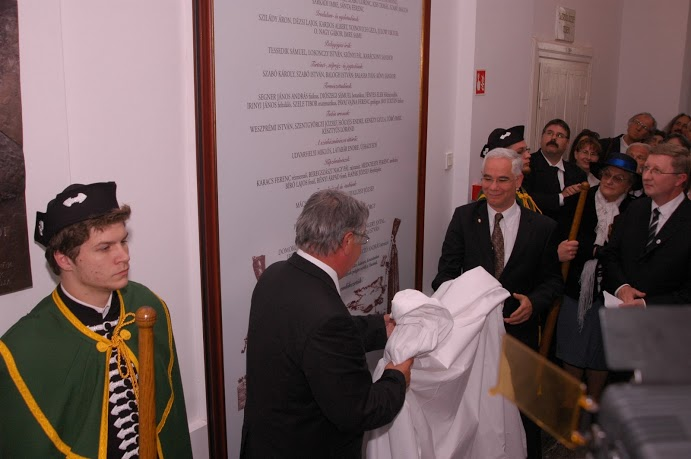
Balog Zoltán és Bölcskei Gusztáv emléktáblát avat a 100 legnevesebb diáknak 2013-ban, az alapítás 475. évfordulóján
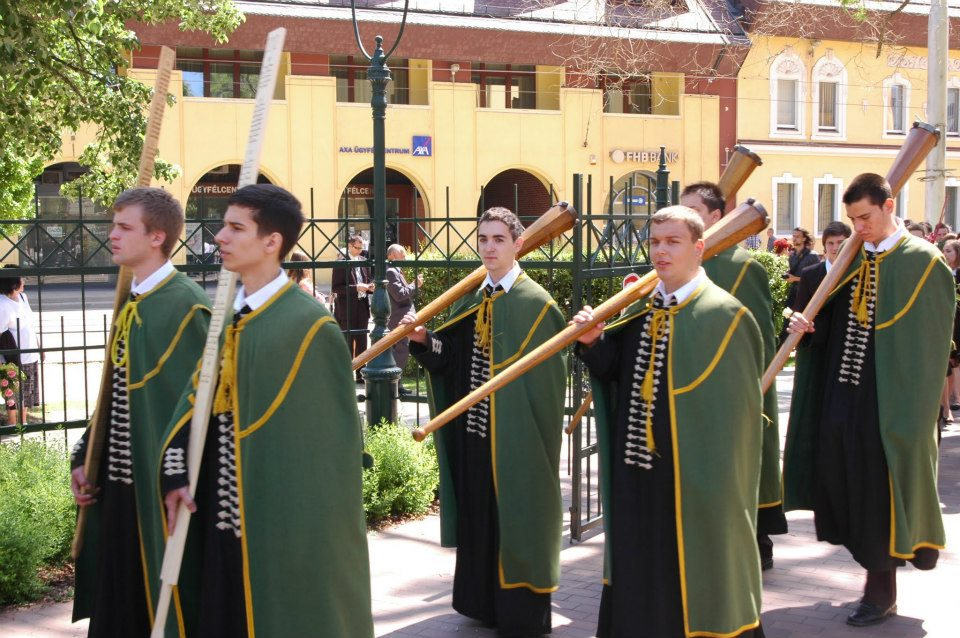
Tógát viselő gimnazisták 2013-ban
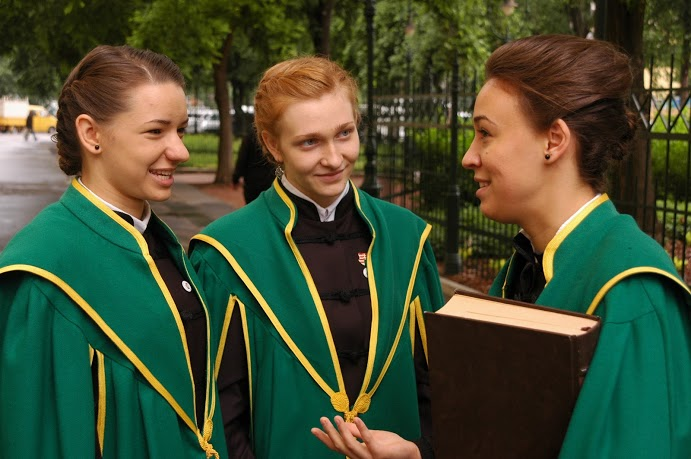
Tógát viselő egyetemista lányok 2013-ban
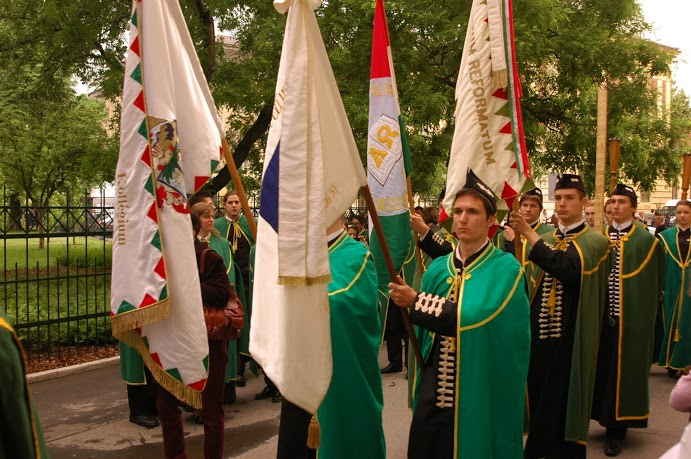
Sötétebb tógát viselő gimnazisták és világosabbat hordó egyetemista diákok 2013-ban
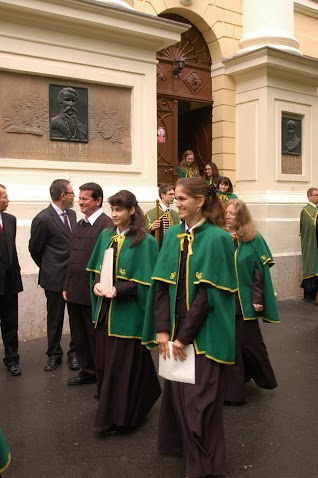
Tógát viselő Kántus tagok 2013-ban
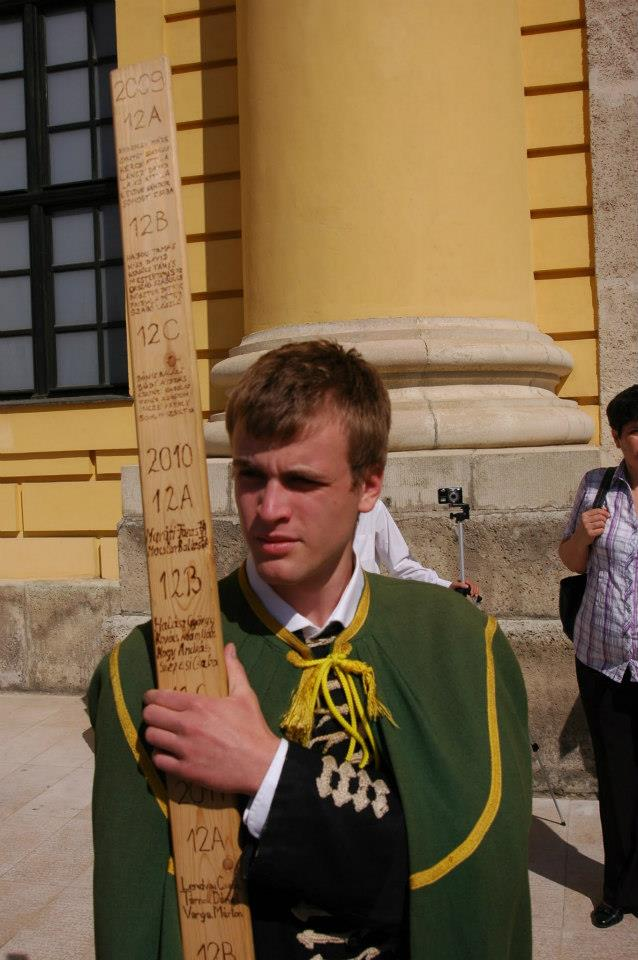
Az apparitorléc a 2013-as ballagáson